# Gemmingen (Adelsgeschlecht)

Stammwappen derer von Gemmingen

Die Familie von Gemmingen geht auf ein reichsunmittelbares alemannisches Rittergeschlecht zurück, das seinen Stammsitz im Ort Gemmingen (Landkreis Heilbronn, Baden-Württemberg) im Kraichgau hatte. Die seit dem hohen Mittelalter urkundlich belegte Familie zählt zu den verzweigtesten deutschen Adelsgeschlechtern überhaupt, mit weit verstreutem Besitz im Kraichgau, im Odenwald, in Schwaben und Franken und darüber hinaus. Als Reichsfreiherren übten sie die Gerichtsbarkeit über ihre Territorien aus, die sie teils als Allodialbesitz, teils als Lehen anderer Fürsten besaßen. Die Güter der Familie bildeten jedoch kein geschlossenes Territorium, sondern waren in Streubesitz verteilt und wurden oft als Kondominat oder Ganerbe verwaltet.
Im 14. Jahrhundert teilte sich die Familie in zwei heute noch bestehende Stämme, die sich nach ihren am Neckar liegenden Burgen Gemmingen-Guttenberg und Gemmingen-Hornberg nennen. Die Familie stellte im 16. und frühen 17. Jahrhundert die Bischöfe Johann Otto von Augsburg, Johann Konrad von Eichstätt und Uriel von Mainz, letzterer als solcher von 1508 bis 1514 auch Reichserzkanzler „per Germaniam“. Die Brüder Dietrich, Wolf und Philipp waren im 16. Jahrhundert maßgebliche frühe Förderer der Reformation im Kraichgau. Die Familie stellte zahlreiche Kammerherren, Hofräte und hochrangige Militärpersonen an den Höfen Badens, der Pfalz, Württembergs, Brandenburg-Ansbachs und weiterer Herrschaften. Sie gehörte dem Ritterkanton Kraichgau und dem Ritterkanton Odenwald an. Reinhard von Gemmingen-Hornberg († 1750) war Generaldirektor der drei Ritterkreise, Philipp von Gemmingen († 1785) Direktor des Ritterkantons Kraichgau und Karl Friedrich Reinhard von Gemmingen († 1822) letzter Generaldirektor der Reichsritterschaft. Eberhard Friedrich von Gemmingen († 1791) war württembergischer Regierungspräsident.
Im 19. Jahrhundert war die Familie in der I. Kammer der Badischen Ständeversammlung und in den Württembergischen Landständen vertreten. Musisch bekannt geworden sind der Komponist Ernst von Gemmingen-Hornberg († 1813) und der Schriftsteller Otto Heinrich von Gemmingen-Hornberg († 1836). Mitglieder der Familie haben auch über das Ende der Monarchie hinaus bedeutende Positionen erreicht. Ein bedeutender Vertreter der Gegenwart ist Eberhard von Gemmingen, der langjähriger Leiter der deutschsprachigen Redaktion von Radio Vatikan war. Die Familie hat weiterhin großen Landbesitz und ihr gehören heute noch mehrere Burgen und Schlösser.

## Geschichte

### Abstammungslegenden und frühe Vorfahren

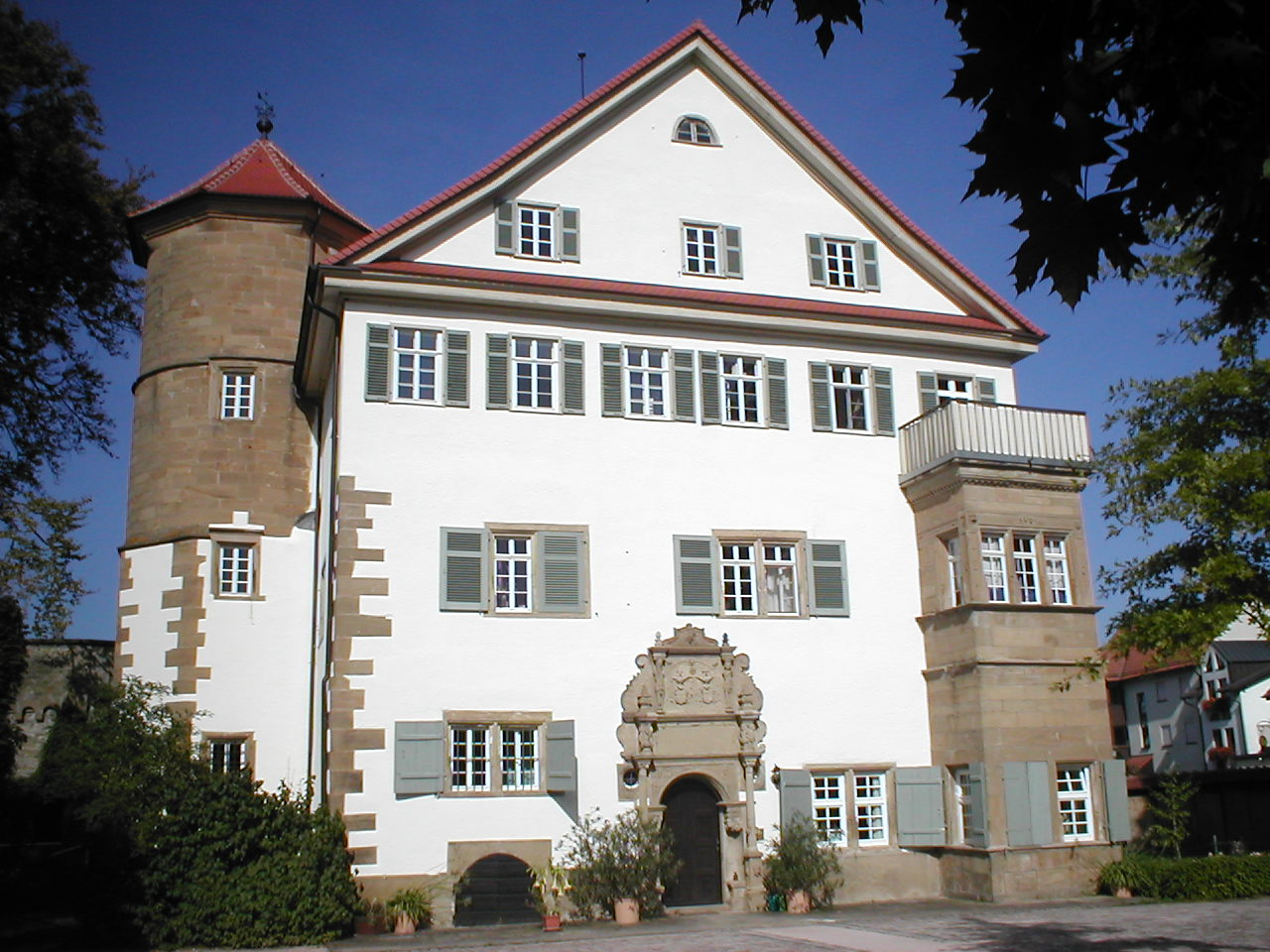
Das Unterschloss in Gemmingen von 1592 geht auf eine der mittelalterlichen Stammburgen der Familie zurück

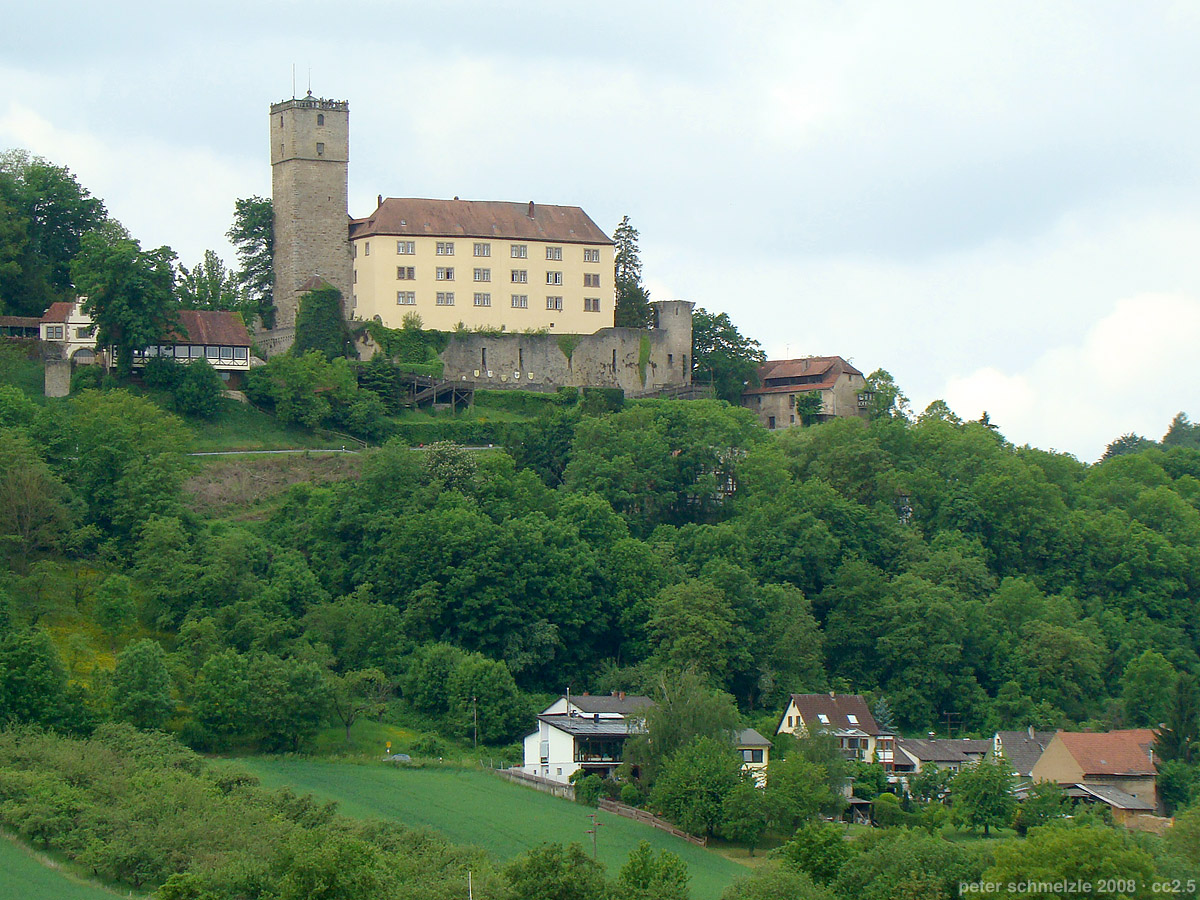
Burg Guttenberg in Neckarmühlbach ist seit 1449 im Besitz der Familie

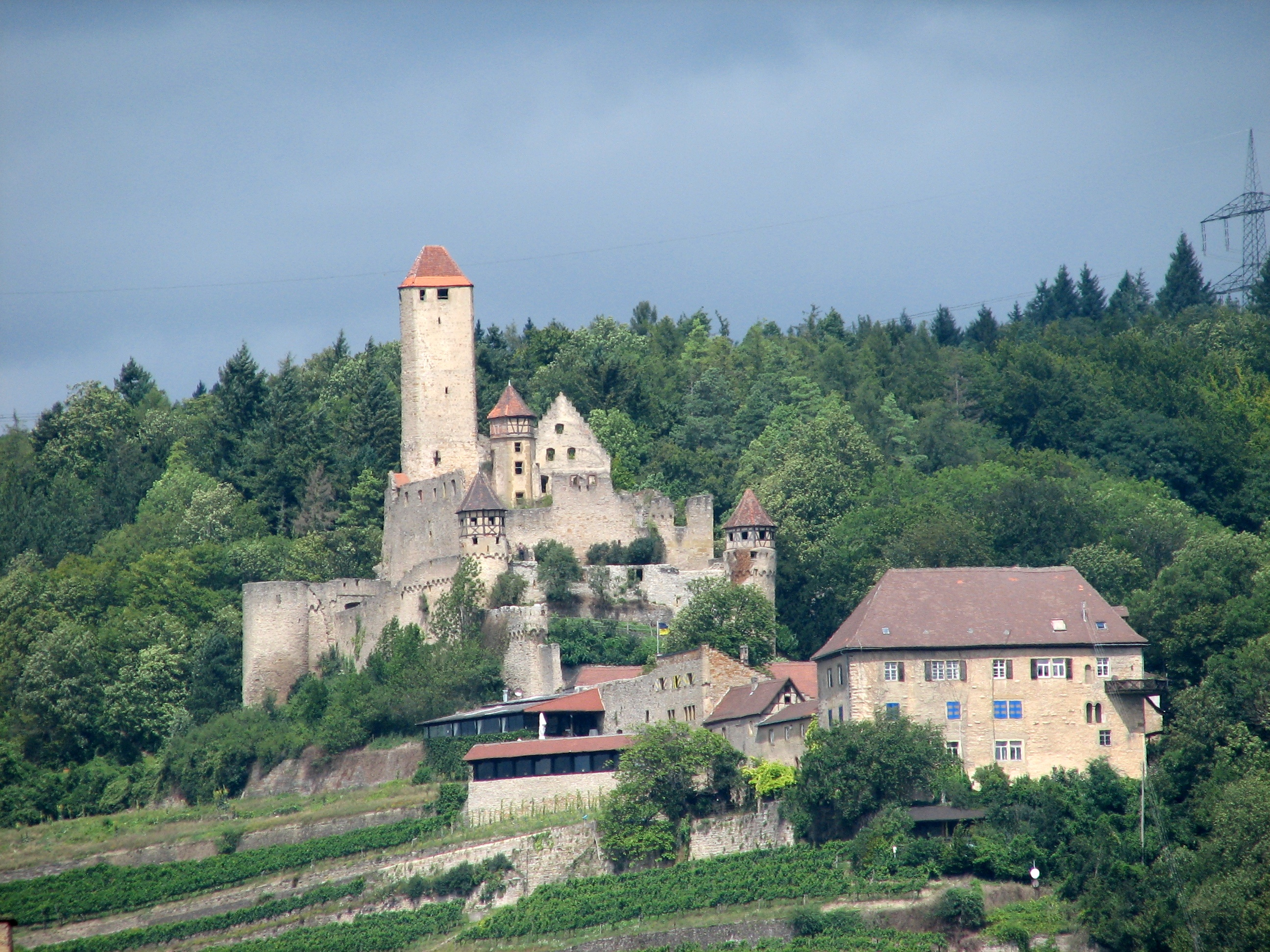
Burg Hornberg in Neckarzimmern ist seit 1612 im Besitz der Familie

In sehr alten Gemmingenschen Familienchroniken werden Vorfahren bis in die Merowingerzeit um 600 aufgelistet, später sogar, einem Modetrend folgend, bis in die Römerzeit, und das damals als fränkisch vermutete Geschlecht wurde in ein vornehmes römisches gedeutet. Letzteres wie auch der Versuch, eine Beziehung zu einem Ort Gemmingen in Friesland herzustellen, werden aber in jüngeren Darstellungen als unhaltbar betrachtet.
Der Pfarrer Carl W. F. L. Stocker, Nachfahre des Fürfelder Zweigs der Familie, sieht die Herren von Gemmingen in seiner zuletzt überarbeitet 1895 erschienenen Familienchronik als urgermanische Familie, deren Häupter an der Spitze eines größeren Stammes standen, sich in Krieg und Frieden hervortaten und solchen Einfluss erlangten, dass ihnen die Gegend um Gemmingen als Beute zugewiesen wurde, als das Land in „deutschen“ Besitz kam. Weiter führt er aus, dass nach der Unterwerfung der Alamannen durch die Franken es wahrscheinlich sei, dass einige alemannische Geschlechter, so auch die Gemmingen, sich in das fränkische Reich hinüberretteten, wo sie Würde und Bedeutung behielten und spätestens durch Frankenkönig Dagobert I. im frühen 7. Jahrhundert Besitzungen erhielten. Stocker bezieht sich weiter auf ein „Traktat des Pfarrherrn aus dem Ulmischen“, das Reinhard dem Gelehrten bei der Verfassung seiner Familienchronik 1631 noch vorlag, mittlerweile (1895) aber nicht mehr auffindbar sei und sieht einen Bodo, „der mit König Dagobert in Teutschland kommen sei; ihr rechtes Stammhaus sei 5 meil von Paris gelegen, Gemmingen genannt …“, als ersten erwähnten Gemmingen.
Johann Brandmüller bezeichnet die Familie Gemmingen in seinem Lexikon von 1726 als uraltes adeliges Geschlecht am Rhein, in Franken und in Schwaben. Als ersten greifbaren Urahn sieht er einen Ulrich im Schloss Gemmingen in der unteren Pfalz, der den Stammsitz seiner Vorfahren um 872 besessen und Kloster Murrhardt reich beschenkt habe und nach anderen Quellen dort auch begraben sein soll. Brandmüller weist danach auf einen Bernolph in Merseburg um 968 hin und erwähnt einen Henricus, der 1165 an einem Turnier in Zürich teilgenommen habe. Er gibt zu bedenken, dass wie vielfach in Turnierbüchern die Jahresangabe möglicherweise nicht stimme.
Der 1165 erwähnte Heinrich (Henricus) gilt heute als der älteste gesicherte Verwandte. Am Reichstag in Worms 1182 habe Kaiser Barbarossa Ulrich und Bernolph in den Herrenstand erhoben. Bereits in diesem Jahr könnte die Familie den Reichsfreiherrenstand erlangt haben. 1191 erscheint ein Gottfried von Gemmingen als Abt zu Schonau. 1233 wurden Hertlieb und Albert de Gemmingen urkundlich erwähnt.
Ausgehend von den frühen Vorfahren entwickelte sich eine Vielzahl Linien. Die heute noch bestehenden Stämme führen sich bis auf Hans von Gemmingen zurück, der 1259 als kaiserlicher Landvogt zu Sinsheim erscheint. Auch die Freiherren von Massenbach sind mutmaßlich ein Gemmingenscher Zweig. Beide Familien wissen um ihre Verwandtschaft und führen auch das gleiche Wappen. Ihr Stammvater ist ein um 1285 erwähnter Heinrich von Gemmingen, der sich später von Massenbach nannte. Er war ein Sohn des Schelperus, dessen Verwandtschaft mit dem 1259 erwähnten Hans nicht mehr geklärt werden kann.

### Entwicklung der Familie
Die Söhne des 1259 erwähnten Vogtes Hans begründeten jeweils eigene Familienlinien, wobei die von Dieter (erw. 1274/1283) ausgehenden Maier von Wössingen, Herren von Hoven (eine frühe Seitenlinie in Hoffenheim) und Giener von Sinsheim sowie die von Schweiker († 1297) begründeten Velscher und Kriegen von Stebbach zwischen 1460 und 1552 allesamt wieder erloschen. Unter den Nachkommen von Hans’ Sohn Albrecht (erw. 1268/77) bildeten sich vier Hauptlinien heraus, die nach ihren Stammsitzen benannt werden:
Stamm A (Guttenberg)
Gemmingen-Hagenschieß
später Gemmingen-Steinegg
Stammvater: Diether V. († vor 1428)
Gemmingen-Gemmingen
nannten sich später Gemmingen-Guttenberg
Stammvater: Hans der Reiche (um 1410–1490)
Stamm B (Hornberg)
Gemmingen-Bürg
nannten sich ab 1612 Gemmingen-Hornberg
Stammvater: Dieter der Jüngere († 1359)
Gemmingen-Michelfeld
ausgestorben mit Weirich 1613
Stammvater: Hans der Kecke, genannt Keckhans (1431–1487)
Die Familie war bereits an ihrem Stammsitz in Gemmingen weit verzweigt. Dort bestanden schon im 13. Jahrhundert drei Gemmingensche Burgen. Im Dreißigjährigen Krieg wurden die älteste und die jüngste der Burgen zerstört, so dass heute nur noch das 1592 erneuerte Unterschloss im Ort erhalten ist. Wenig außerhalb Gemmingens befindet sich mit Burg Streichenberg ein weiterer mittelalterlicher Gemmingenscher Burgbau, der jedoch schon bald in den Besitz anderer Geschlechter gelangte. Gebwin II., Münzmeister von Heilbronn, war mit einer Tochter aus dem Haus Gemmingen verheiratet. Der aus dieser Ehe geborene Sohn nannte sich nach dem Namen seiner Mutter Gewin Gemminger (1389–1394). Den Namen Gemminger behielten auch seine beiden Söhne Gewin II. Gemminger und Hans Gemminger, der wie sein Vater Richter in Heilbronn war.

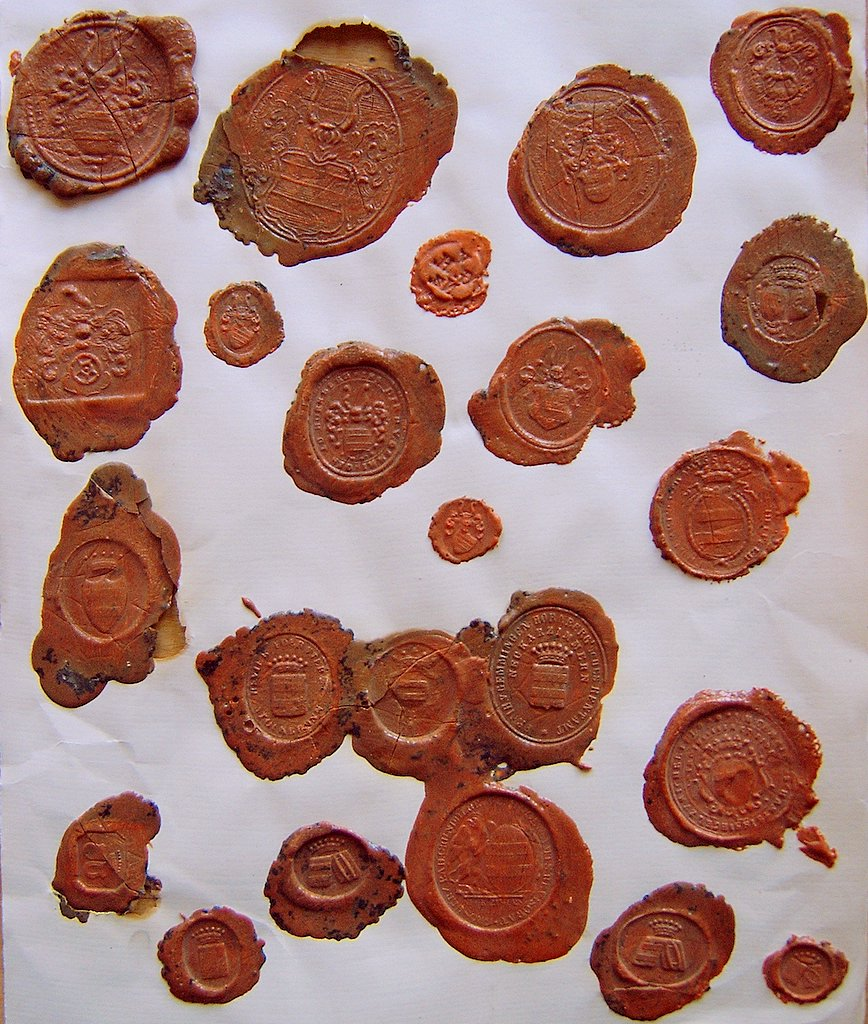
Von der Familie von Gemmingen benutzte Siegel

Die Familie gedieh und erwarb durch Kauf, Heirat und Pfandschaften zahlreiche Güter und Rechte an anderen Orten. Der Stammsitz in Gemmingen wurde durch die von Wolf von Gemmingen 1521 gegründete Lateinschule Gemmingen im 16. Jahrhundert zu einem Zentrum der Bildung, verlor jedoch für die Entwicklung der Familie bald seine herausragende Bedeutung gegenüber anderen gemmingenschen Sitzen wie Guttenberg, Hornberg, Bürg, Bonfeld, Michelfeld oder Steinegg. Das gesellschaftliche Vorankommen der Familie war auch weniger an den jeweiligen Grundbesitz, sondern vielmehr an das Beziehungsgeflecht mit den Herrscherhöfen der jeweiligen Zeit in der Pfalz, Baden und Württemberg sowie mit den Bistümern in Speyer, Mainz, Eichstätt und Augsburg gebunden. Aus dem stark zersplitterten Besitz konnte sich allerdings kein Flächenterritorium entwickeln, vielmehr entstand ein Flickenteppich an Gütern und Rechten mit Schwerpunkt im äußerst kleinteilig gegliederten Kraichgau (Gemmingen, Rappenau, Bonfeld, Fürfeld, Treschklingen, Babstadt, Wollenberg, Adersbach, Siegelsbach, Hüffenhardt, Ittlingen, Hoffenheim, Michelfeld). Die verschiedenen Zweige erlangten zudem Besitz im Odenwald (Fränkisch-Crumbach), im Neckartal (Burg Guttenberg mit Neckarmühlbach, Burg Hornberg mit Neckarzimmern), an Sulm (Eschenau, Lehrensteinsfeld), an der Jagst (Widdern) und Kocher (Bürg, Presteneck), im Mainhardter Wald (Maienfels), im Biet bei Pforzheim (Tiefenbronn, Steinegg, Gernsbach), in der Südpfalz (Billigheim, Ingenheim) und im Spessart (Unterbessenbach). Zum kleineren oder kurzzeitigen Besitz an vielen anderen Orten zählen z. B. der Walderdorffer Hof in Bensheim, der Gans’sche Adelshof in Umstadt oder der Lautenbacher Hof bei Oedheim. Die Familie hatte außerdem von der Mitte des 16. bis zur Mitte des 17. Jahrhunderts auch verschiedenen Besitz im Thurgau (Weinfelden, Liebenfels). Die Gemmingen gehörten früh der Gesellschaft mit dem Esel und später dem Ritterkanton Kraichgau, dem Ritterkanton Odenwald und dem Ritterkanton Neckar-Schwarzwald an. 1560 wurde die Familie von Kaiser Ferdinand I. in den Reichsfreiherrenstand erhoben.
Anlässlich der Ernennung von Otto Heinrich Reichsfreiherr von Gemmingen zu Hornberg 1765 zum „wirklichen Geheimrat mit dem Rang gleich nach dem Generalfeldmeister“ schreibt der Kaiser in der Ernennungsurkunde: …er (Gemmingen) gehöre zu einem uralten, reichsstiftsmäßig bestverdienten Geschlecht, welches unter die Dynastien gehöre und unter anderem Anfang des 16. Jahrhunderts einen Kurfürsten in Mainz, einen Fürsten von Augsburg und einen Fürsten von Eichstätt zählte und …. welche sämtlich gegen allerhöchst deroselben glorreichste Vorfahren am heiligen römischen Reich und das durchlauchteste Erzhaus Österreich mittels ihrer ständig bewiesenen Treue und Ergebenheit zu deren unsterblichen Ruhm sich ganz ausnehmende Verdienste erworben haben.
Nach der Mediatisierung der Ritterschaft waren die Gemmingen ab dem frühen 19. Jahrhundert als feste Mitglieder in den Württembergischen Landständen und der Badischen Ständeversammlung vertreten und bekleideten weiter hohe Ämter am badischen und württembergischen Hof. Über die Ablösung der grundherrlichen Rechte im Verlauf des 19. Jahrhunderts und über das Ende der Monarchie hinaus blieb die Familie einflussreich aufgrund ihres Land- und Güterbesitzes oder aufgrund der Stellung einzelner prominenter Vertreter.
Heute fasst man die Familie in zwei Stämme zusammen, Stamm A (Hagenschieß/Steinegg, Gemmingen/Guttenberg), die Guttenberger (nach Burg Guttenberg) und Stamm B (Treschklingen, Babstadt, Neckarzimmern), die Hornberger (nach Burg Hornberg). Diese Stämme verzweigen sich bis heute jeweils in viele Linien und diese wiederum in viele Äste. Die mehr als 200 heutigen Familienmitglieder sind im 1922 gegründeten „Familienverband Gemmingen e. V.“ organisiert, der in zweijährigem Turnus Familientage abhält.

### Stamm A (Guttenberg)

#### Gemmingen-Steinegg

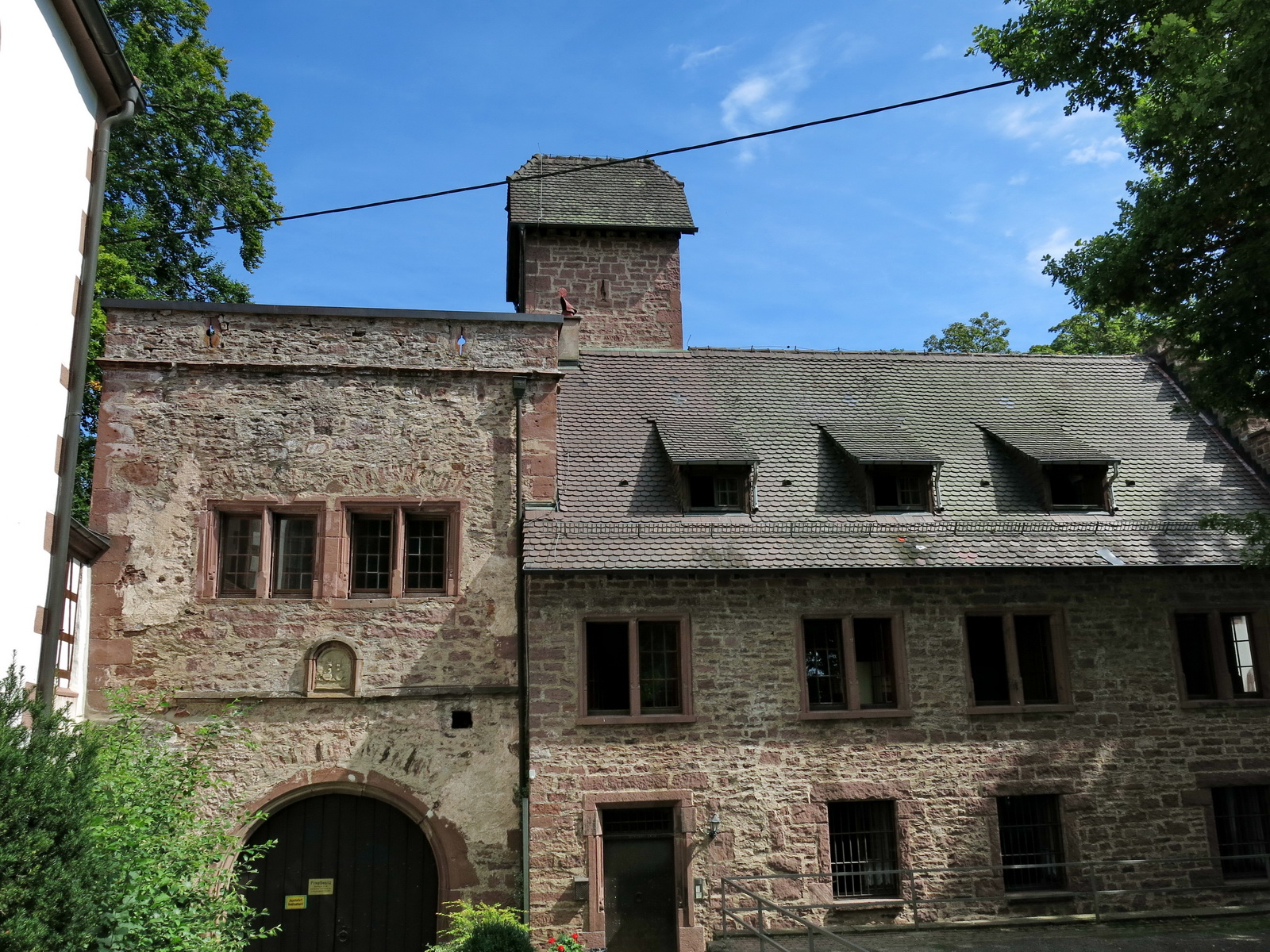
Burg Steinegg (Neuhausen)

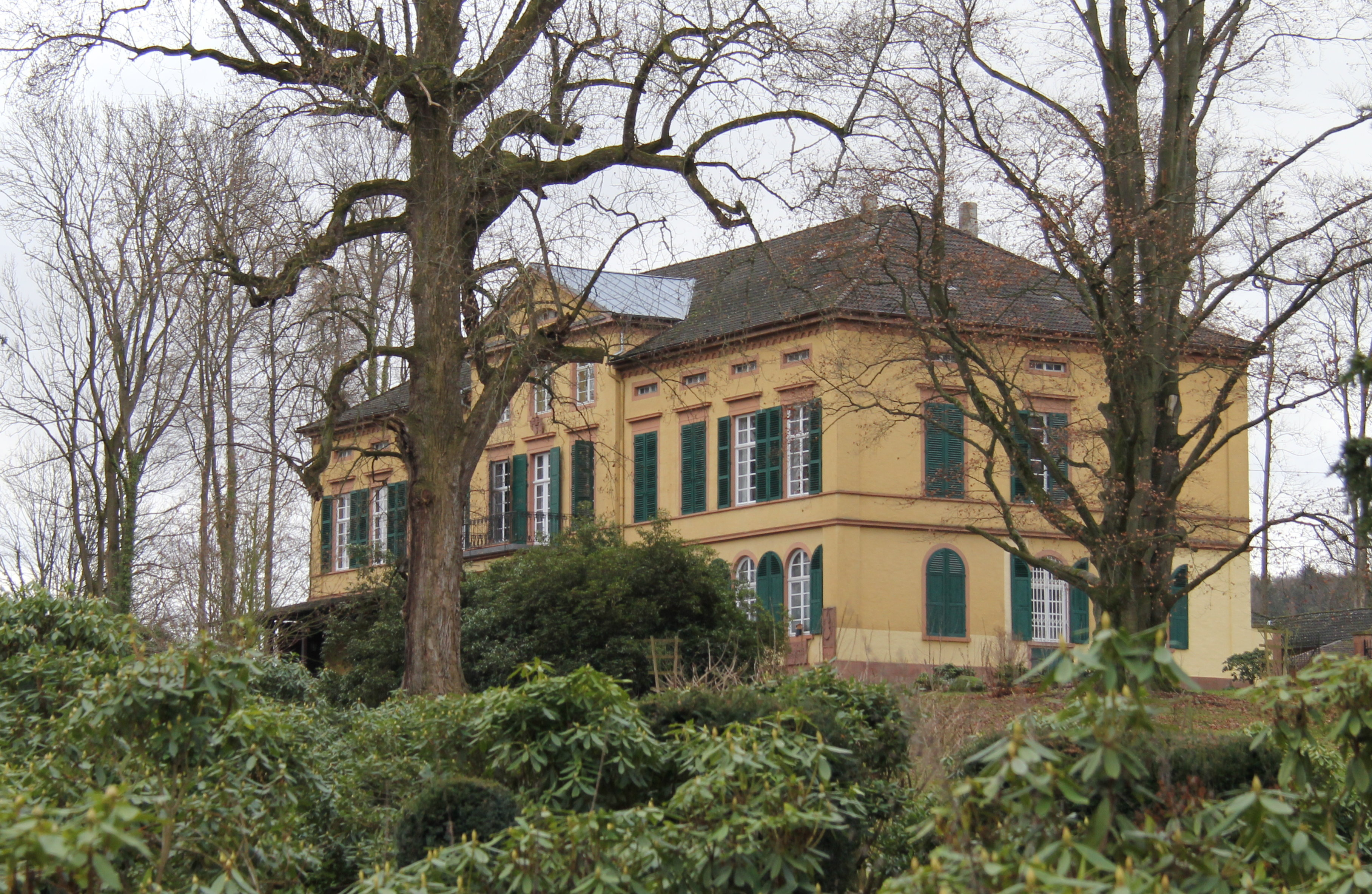
Schloss Unterbessenbach, heute im Besitz der Linie Gemmingen-Steinegg

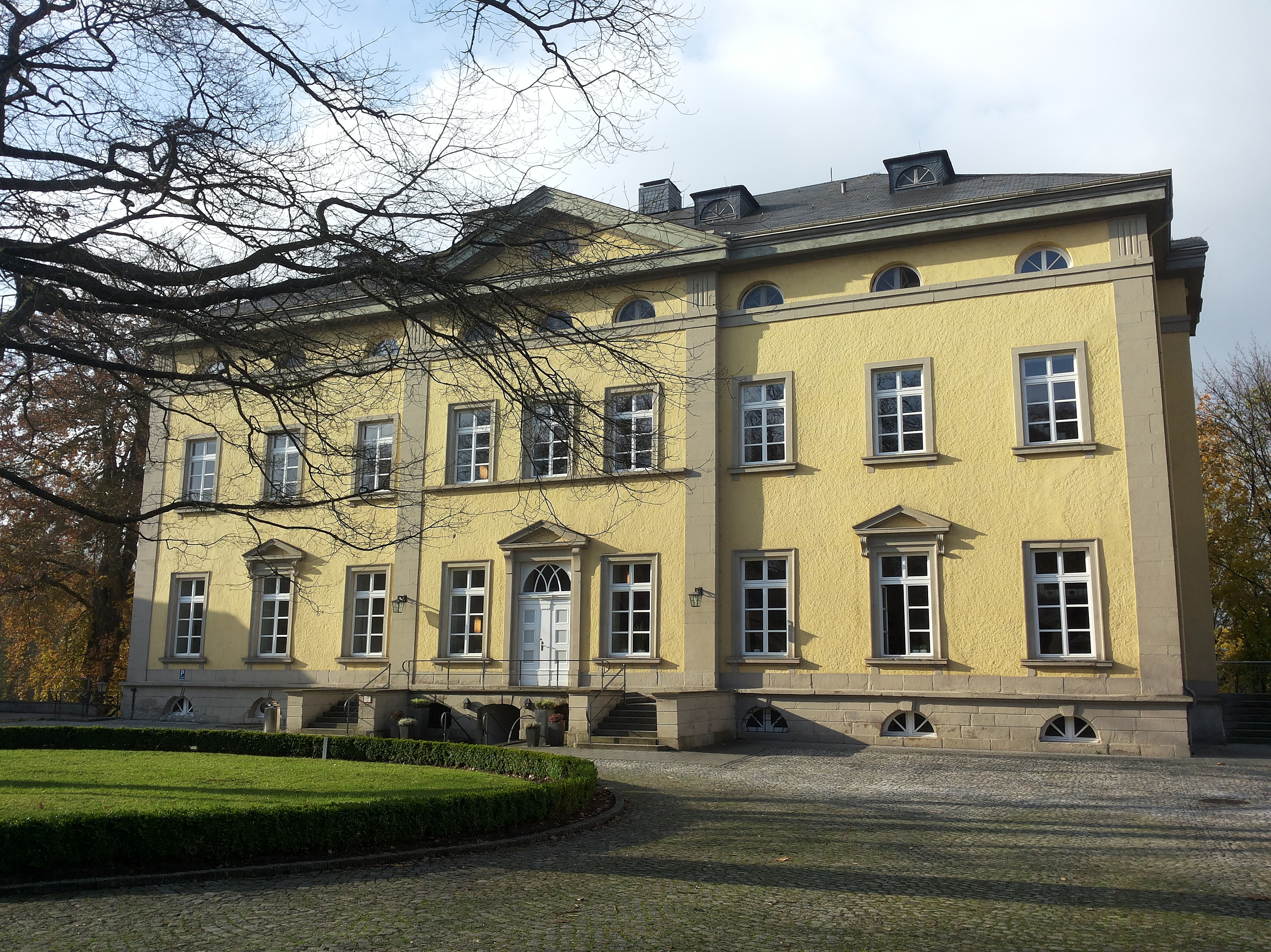
Haus Villigst in Schwerte

Diether V. von Gemmingen erwarb 1407 einige Güter der Herren Stain vom Rechtenstein und begründete damit die Linie Hagenschieß (nach dem Waldgebiet Hagenschieß an der Nordostecke des Schwarzwaldes, südöstlich von Pforzheim – obgleich das Herrschaftsgebiet außerhalb, südlich des Hagenschießwaldes lag). Sein Sohn Diether (VI.) konnte den Besitz vermehren und abrunden. Das so entstandene Gemming’sche Territorium bestand aus den acht Gemarkungen Hamberg, Hohenwart, Lehningen, Mühlhausen an der Würm, Neuhausen, Schellbronn, Steinegg und Tiefenbronn. Es stand unter der Lehenshoheit der Markgrafschaft Baden-Durlach; die Militär- und Steuerhoheit lag beim schwäbischen Ritterkanton Neckar-Schwarzwald.
Das ehemalige Gemming’sche Gebiet südöstlich von Pforzheim wird nach wie vor Gebiet oder Biet genannt (wohl von Gemming’sches Herrschaftsgebiet). So nennt sich ein lokaler kommunaler Zweckverband Wasserversorgung der Gebietsgemeinden; er hat seinen Sitz in Tiefenbronn.
In den 1460er Jahren wurde Tiefenbronn zu einem Hauptsitz der Familienlinie, wovon zahlreiche prachtvolle Grabmale in der Kirche St. Maria Magdalena künden. Die Familienlinie teilte sich im 16. Jahrhundert in die Äste Steinegg und Mühlhausen, die Familie brachte die Fürstbischöfe Johann Otto von Gemmingen (1545–1598) und Johann Konrad von Gemmingen (1561–1612), später die Lindauer Fürstäbtissin Maria Anna Margaretha von Gemmingen (1711–1771) hervor. Der Ast in Mühlhausen hatte beginnend mit Hans Dietrich von Gemmingen (1516–1566) über drei Generationen Besitz im Thurgau, später bis ins 19. Jahrhundert auch verschiedene Ausrichtungen nach Österreich.
Trotz der Oberhoheit des evangelisch gewordenen Baden-Durlach wurden die acht Orte des Biet nicht reformiert. So wurde es eine katholische Insel im lutherischen Umland. Der Besitz im Biet blieb auf verschiedene Äste der Familie verteilt, bis 1805 Julius von Gemmingen-Steinegg (1774–1842) nach dem Aussterben der älteren Linie Gemmingen-Steinegg 1797 den Besitz nochmals auf sich vereinte. In der Napoleonischen Ära endete die Existenz des Gemming’schen Kleinstaates – er wurde 1806 dem Großherzogtum Baden einverleibt.
Im 19. Jahrhundert trat die Linie zum evangelischen Glauben über. Nach dem Konfessionswechsel bemühte man sich besonders intensiv um die Förderung des evangelischen Gemeindelebens. Julius’ Söhne verkauften 1839 einen bedeutenden Teil der angestammten Besitztümer der Familienlinie, darunter auch das Herrengut in Tiefenbronn, an den badischen Staat und erwarben stattdessen andernorts Besitz. Joseph (1804–1873) und Gustav Johann (1808–1895) begründeten die Zweige in Gernsbach und Unterbessenbach.
In Gernsbach bemühte sich Julius von Gemmingen-Steinegg (1838–1912) um die Evangelisierung, seine Tochter St. Clair von Gemmingen-Steinegg (1863–1951) begann ab 1928 mit der Rekonstruktion der Burg Steinegg, die heute zum Jugendfreizeitheim ausgebaut ist. Der Familienzweig in Unterbessenbach hat heute infolge einer Erbschaft von den Freiherren von Rheinbaben (diese wiederum von den Elverfeldt) auch Besitz in Westfalen, das alte Rittergut Haus Cotten in Bösperde sowie Haus Villigst in Schwerte, in dem mehrere evangelische Einrichtungen ihren Sitz haben.

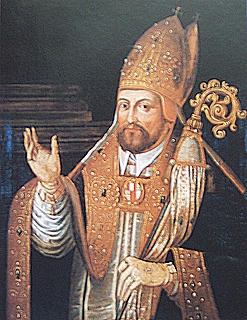
Johann Otto von Gemmingen (1545–1598), Fürstbischof zu Augsburg
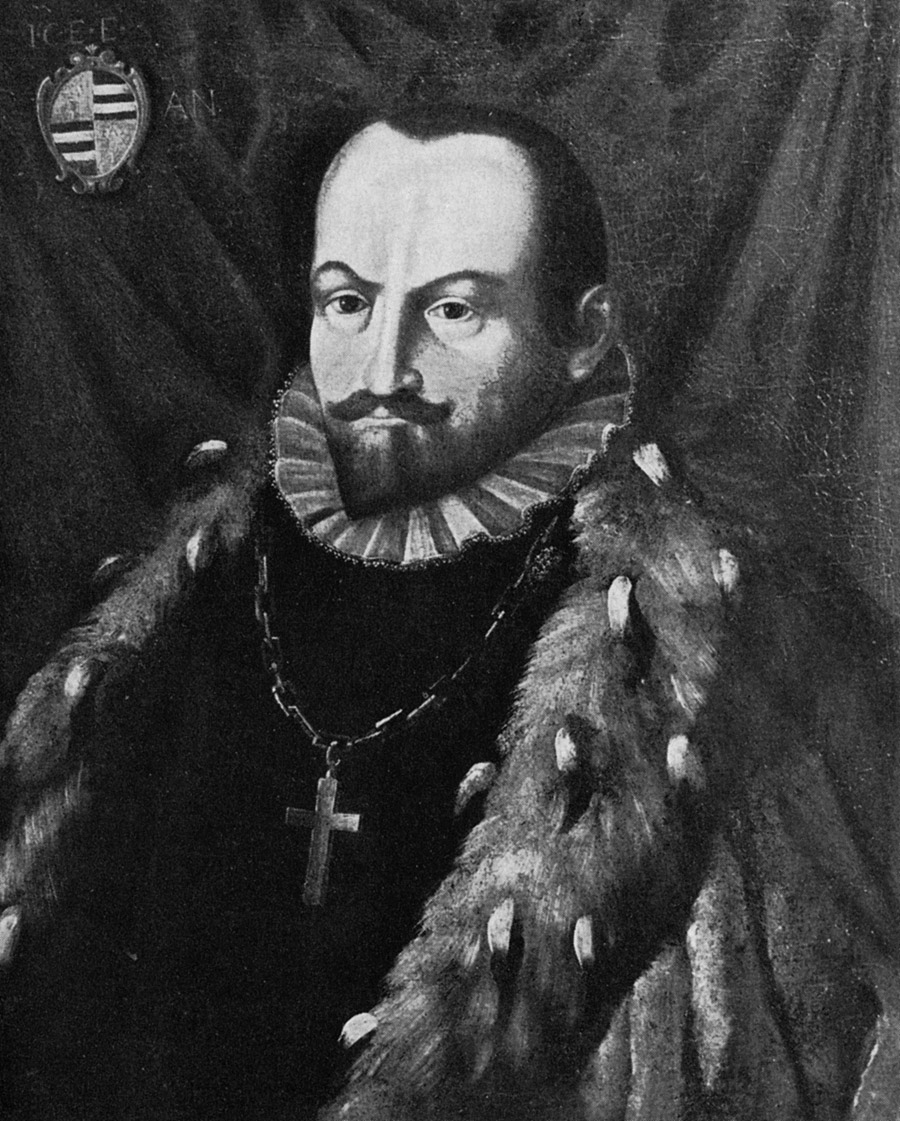
Johann Konrad von Gemmingen (1561–1612), Fürstbischof zu Eichstätt
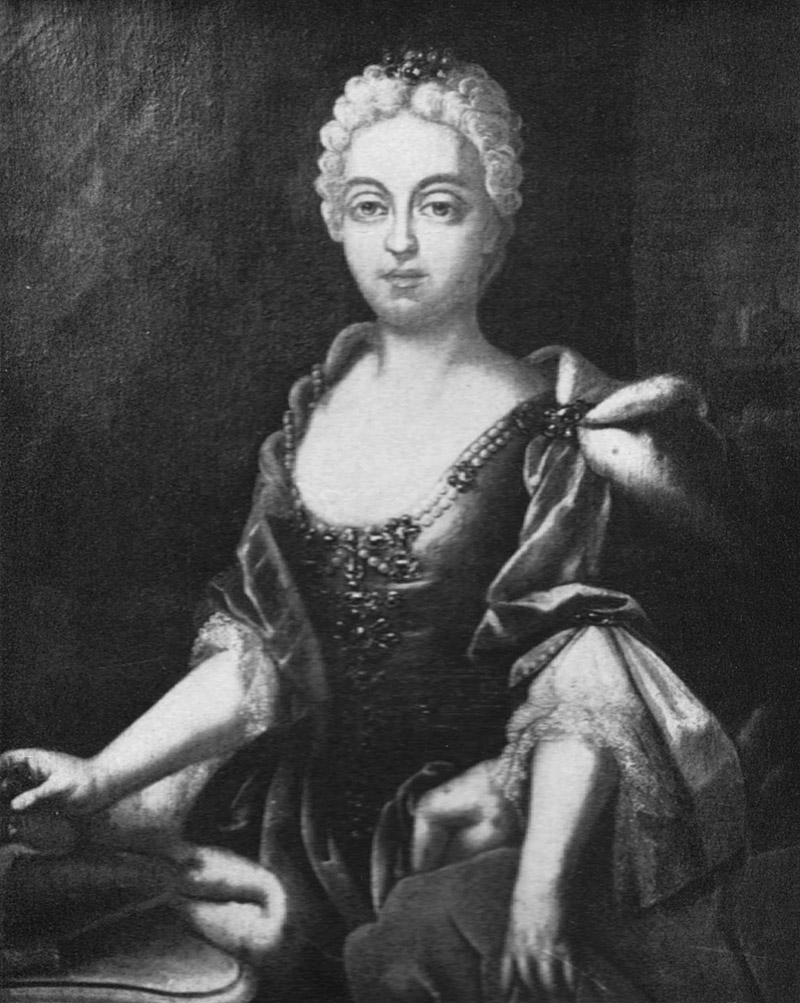
Maria Anna Margaretha von Gemmingen (1711–1771), Fürstäbtissin zu Lindau

#### Gemmingen-Guttenberg

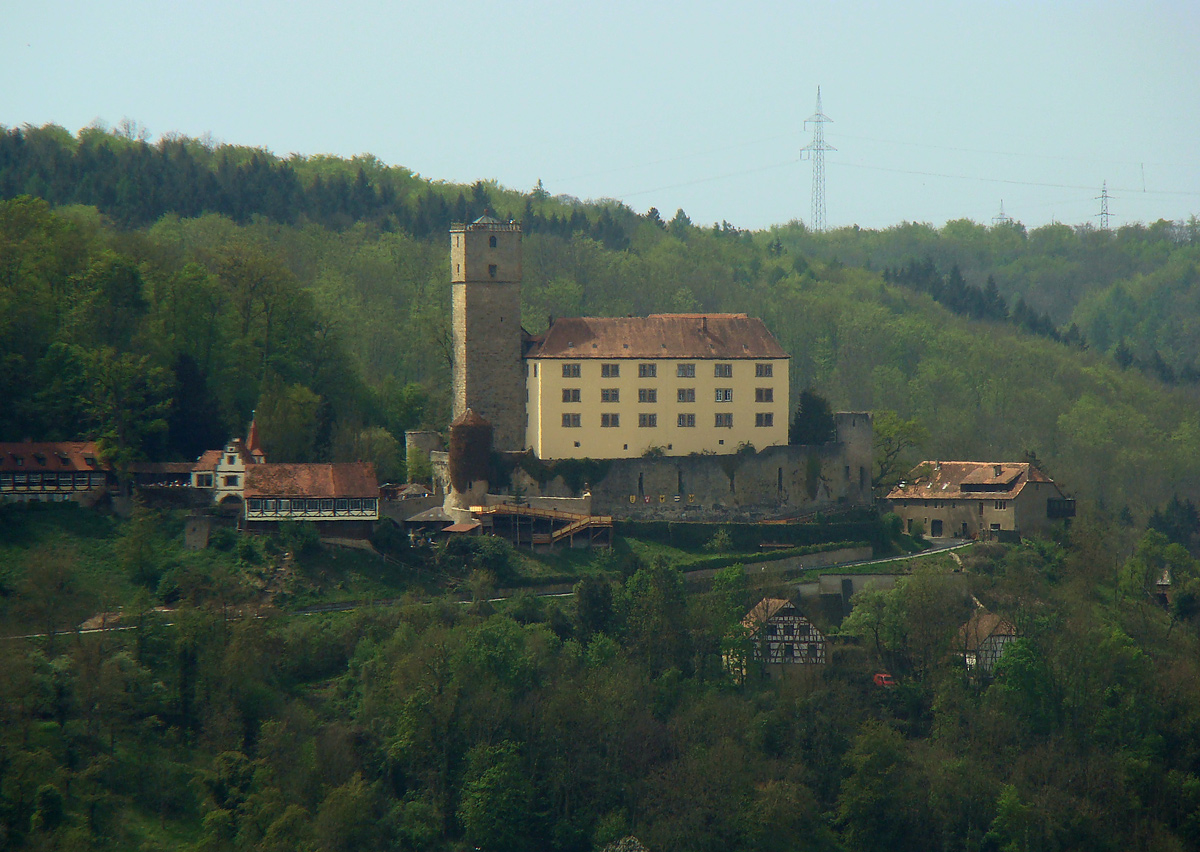
Burg Guttenberg oberhalb von Neckarmühlbach

Hans der Reiche erbte von seinem Vater Dieter († 1414) Besitzanteile in Gemmingen und zehn weiteren Dörfern und heiratete eine Erbtochter der Herren Landschad von Steinach, die 24.000 Gulden mit in die Ehe brachte. Er erwarb 1449 die Burg Guttenberg mit Neckarmühlbach, Hüffenhardt, Siegelsbach und Kälbertshausen, 1476 auch Bonfeld. Sein Sohn Pleikard († 1515) war ursprünglich Kanoniker, trat aber nach dem kinderlosen Tod seiner Brüder die Nachfolge des Vaters an, erbte den Großteil von dessen Besitz und gehörte 1478 zu den Neugründern der ritterschaftlichen Gesellschaft mit dem Esel.
Pleikards Söhne Dietrich († 1526), Wolf († 1555) und Philipp († 1544) erwarben Fürfeld, teilten 1518 ihren Besitz und holten junge reformatorische Geistliche an ihre Ortskirchen in Gemmingen (1521), Fürfeld (1521) und Neckarmühlbach (1522). Sie waren somit nachweislich die ersten, die die Reformation im Kraichgau einführten und diese daher auch prägten. Andere Reichsritter folgten diesem Beispiel, wenngleich zum Teil erst Jahre später. Immer wieder fanden in Ungnade gefallene oder gar verfolgte Pfarrer Anstellung oder Unterschlupf bei den Gemmingen, so beispielsweise der aus Weinsberg vertriebene Prediger Erhard Schnepf, der von Dietrich nach Neckarmühlbach geholt wurde. Auf Burg Guttenberg fanden zeitweise mehr als 20 verfolgte Pfarrer Asyl.
Von Pleikards Söhnen setzte Wolf, der bei der Erbteilung Gemmingen erhielt, die Familienlinie fort. Sein Bruder Philipp, der Fürfeld geerbt hatte und später einen Teil von Eschenau erwarb, starb 1544 kinderlos und die vom dritten Bruder Dietrich, der mit Guttenberg und Bonfeld begütert war, begründete Linie starb bereits in der zweiten Generation 1574. Wolfs Enkel Wolf Dietrich (1550–1595), der sich als Truppenführer in baden-durlachschen Diensten verdient machte und 1592 das Unterschloss Gemmingen errichten ließ, vereinte daher bald den meisten Besitz in Gemmingen, Bonfeld und Guttenberg wieder auf sich. Unter seinen Söhnen teilte sich im frühen 17. Jahrhundert die Hauptlinie in die Äste Bonfeld-Guttenberg und Gemmingen-Fürfeld.
Den Ast Bonfeld-Guttenberg führte der baden-durlachsche Oberstallmeister Friedrich Christoph von Gemmingen (1670–1702) fort, der jung in der Schlacht bei Friedlingen fiel. Seine bei seinem Tod noch sehr jungen Söhne erreichten höchste Verwaltungsämter. Philipp von Gemmingen (1702–1785) war Direktor des Ritterkantons Kraichgau und erbte den Guttenberg. Friedrich Casimir von Gemmingen (1694–1744) war brandenburg-ansbachischer Hofrat sowie Assessor des fränkischen Reichskreises beim Reichskammergericht in Wetzlar und begründete den Zweig Bonfeld-Oberschloss, benannt nach dem Bonfelder Oberschloss. Sein Bruder Reinhard von Gemmingen (1698–1773) war Kammerpräsident am badischen und brandenburg-ansbachischen Hof und Gouverneur von Württemberg-Mömpelgard, er begründete den Zweig Bonfeld-Unterschloss, der sich nach dem Unterschloss in Bonfeld nannte. In Bonfeld bestanden bis zu drei Gemmingensche Schlösser gleichzeitig und der Besitz wurde größtenteils in Kondominaten verwaltet. 1716 kam Besitz in Wollenberg hinzu.

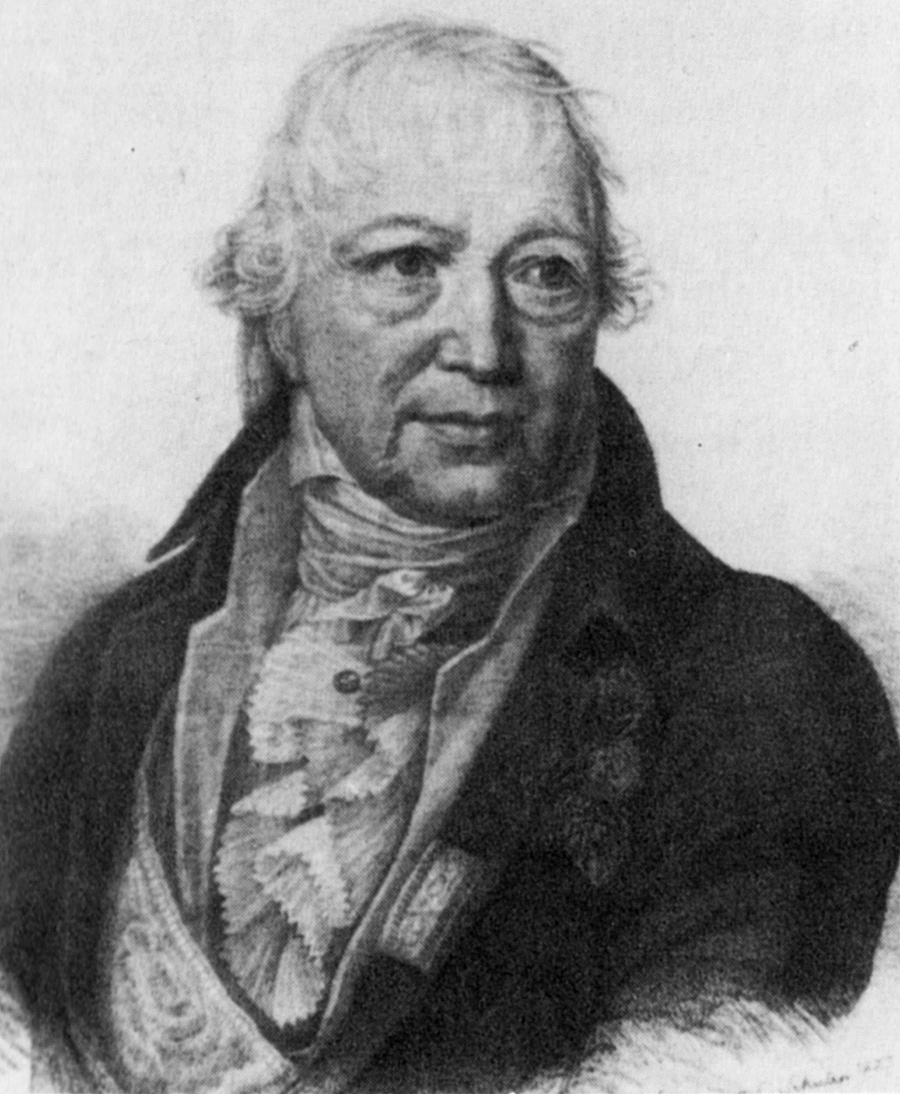
Karl Friedrich Reinhard von Gemmingen, Generaldirektor der Reichsritterschaft

Dem Zweig Bonfeld-Oberschloss gehörte in der zweiten Gegenration Karl Friedrich Reinhard von Gemmingen (1739–1822) an, der letzter Generaldirektor der Reichsritterschaft war. Sein Urenkel Sigmund Gustav Adolf von Gemmingen (1839–1918) war badischer Hofmarschall. Mit dessen Sohn Hans (1878–1940) starb die Linie Bonfeld-Oberschloss aus. Das Schloss wurde in den 1950er Jahren verkauft.
Im Zweig Bonfeld-Unterschloss ragt zunächst der Ritterrat und badische Kammerherr Ludwig Eberhard von Gemmingen-Guttenberg (1750–1841) heraus, der das Bonfelder Unterschloss anstelle eines maroden Vorgängerbaus erneuern ließ. Er erbte 1785 Guttenberg und den Dammhof von seinem Onkel, dem Kantonsdirektor Philipp (1702–1785), hinzu und besetzte damit den mit dem Onkel ausgestorbenen Zweig Guttenberg. Ludwig Eberhards Söhne teilten den Besitz in die Linien Guttenberg und Bonfeld-Dammhof, die bis 1932 im Kondominat verwaltet wurden. Gustav von Gemmingen-Guttenberg (1897–1973) begründete den Fremdenverkehr auf der Burg Guttenberg, indem er 1949 ein Burgmuseum und 1950 eine Burgschenke eingerichtet und die Burg 1971 um die Deutsche Greifenwarte erweitert hat.
Im Bonfelder Unterschloss spielten sich bei der Badischen Revolution 1849 turbulente Szenen ab, als ein versprengter Haufen badischen Militärs von Aufständischen bedrängt wurde und nur durch den Einsatz der Heilbronner Bürgerwehr mit dem Leben davonkam. Ein verzweifelter badischer Soldat erschoss sich im Garten des Schlosses. Nach dem Abzug der Soldaten wurde das Schloss geplündert. Schlossherr zu jener Zeit war Karl Friedrich von Gemmingen (1779–1871), ein Sohn des Erbauers. Gemeinsam mit seinen Brüdern Ludwig Reinhardt und Philipp Albrecht von Gemmingen besaß er das Schloss als Kondominat. Philipp Albrechts Sohn Moriz von Gemmingen (1817–1883) ließ in den 1850er Jahren vom Unterschloss aus den nahen Breitlochwald roden und dort den Eichhäuser Hof anlegen, der vom Unterschloss aus von seinem Sohn Ernst Karl Friedrich von Gemmingen (1863–1939) und nach der Zerstörung des Unterschlosses durch einen Brand 1956 von dessen Sohn Reinhard von Gemmingen (1908–2001) auf dem Hof bewirtschaftet wurde.
Der Dammhof befindet sich seit dem 14. Jahrhundert im Besitz der Familie, wurde aber zumeist durch Pächter bewirtschaftet, bevor der vormalige Stuttgarter Regierungsrat Ernst Ludwig von Gemmingen-Guttenberg (1818–1880) ihn im 19. Jahrhundert erneuert und mit einem Herrenhaus ausgestattet hat. Heute befindet sich im Dammhof eine Reitanlage. Ernst Ludwigs Bruder Wilhelm von Gemmingen (1827–1920) war Präsident des Konsistoriums der Evangelischen Landeskirche in Württemberg.
Der Ast Gemmingen-Fürfeld besaß neben Fürfeld einst die Hälfte von Burg Guttenberg, Neckarmühlbach, Hüffenhardt und Kälbertshausen sowie Ganerbenanteile in Bönnigheim und Erligheim, erfuhr im 18. Jahrhundert jedoch unter dem Kraichgauer Kantonsdirektor Johann Dietrich von Gemmingen (1676–1757) seinen finanziellen Ruin, so dass weite Teile des Besitzes an andere Familienzweige veräußert wurden und der Ort Fürfeld unter die Zwangsverwaltung des Ritterkantons Kraichgau kam. Viele Angehörige des Zweigs Fürfeld haben bereits im 19. Jahrhundert in bürgerliche Familien geheiratet, während in allen anderen Zweigen Heiraten in Adelsfamilien bis zur Mitte des 20. Jahrhunderts überwogen. Dem Zweig Fürfeld entstammt Emil Otto von Gemmingen-Guttenberg (1880–1945), Ministerialdirektor beim Reichsrechnungshof in Berlin. Auch der Pfarrer und Chronist C. W. F. L. Stocker (1832–1900) ist ein Abkömmling des Fürfelder Zweigs. Ein Stuttgarter Unterzweig des Zweigs Fürfeld brachte es in württembergischen Diensten zu hohen Ehren. Karl Ludwig Dietrich von Gemmingen (1772–1825) war Regierungsdirektor des Schwarzwaldkreises, sein Sohn Karl von Gemmingen (1804–1885) war Oberamtsrichter und Ehrenbürger in Heilbronn. Dessen Enkel Dietrich Alfred von Gemmingen (1879–1955) war Hofmarschall des abgedankten württembergischen Königs Wilhelm II.
Weitere bedeutende Vertreter der Linie:
- Luise von Gemmingen (1862–1929), württembergische Hofdame
- Max von Gemmingen (1862–1924), württembergischer Offizier und Luftschiff-Pionier
- Max von Gemmingen (1868–1949), württembergischer Offizier und Chronist seines Regiments
- Olga-Marie von Gemmingen-Guttenberg (1916–1990), Grundherrin zu Königsbach, Ehrenbürgerin von Pfinztal
- Gabriele von Gemmingen-Guttenberg (* 1935), Politikerin (CDU)

### Stamm B (Hornberg)

#### Gemmingen-Michelfeld

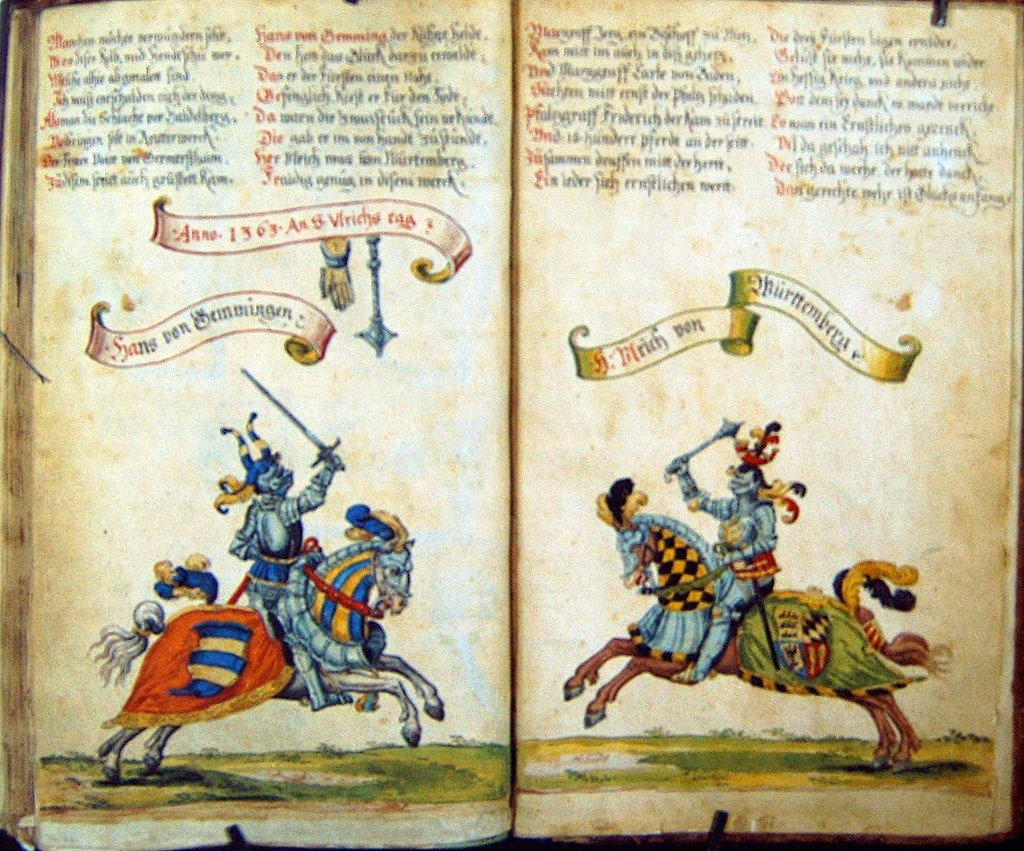
Darstellung des Sieges über Graf Ulrich von Württemberg durch Hans den Kecken

Bedeutsam für die Familie war der Einsatz Eberhards des Tauben († 1479) und seiner Söhne für die Kurpfalz im späten 15. Jahrhundert. Sein Sohn Hans (Keckhans) von Gemmingen nahm 1462 in der Schlacht bei Seckenheim Ulrich V. von Württemberg gefangen und trug entscheidend zum Sieg der Pfalz in der Mainzer Stiftsfehde bei. Er erwarb erste Anteile an Michelfeld und begründete die dortige Familienlinie Gemmingen-Michelfeld. Seine Söhne erhielten durch pfalzgräfliche Unterstützung hohe Prälaturen in Worms und Speyer. Sohn Uriel (1468–1514) wurde Erzbischof in Mainz und war damit Erzkanzler des deutschen Reiches sowie Vorsitzender des Kurfürstenrates. Seine Brüder Georg und Erpho erreichten ebenfalls hohe Kirchenämter, besonders Georg blieb als Kirchenreformer in Erinnerung. Hans’ Sohn Orendel (1464–1520) war kurpfälzischer Kammermeister und konnte kurz nach 1500 ganz Michelfeld erwerben. Sein Sohn Weirich (1493–1548) führte dort 1525 die Reformation ein. Die Linie erlosch zwei Generationen nach Weirich 1613 im Mannesstamm und ihr Besitz kam an die Stammverwandten der Linie Bürg.

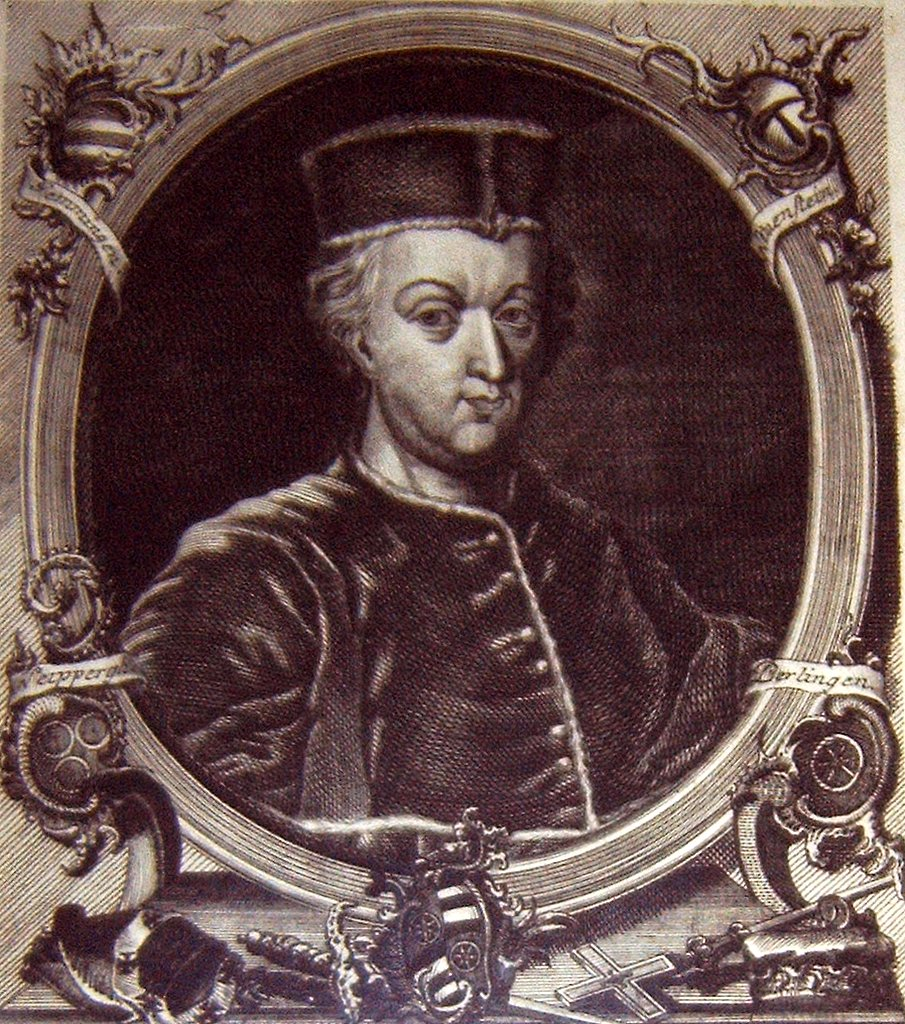
Uriel von Gemmingen, Erzbischof von Mainz (Holzschnitt)
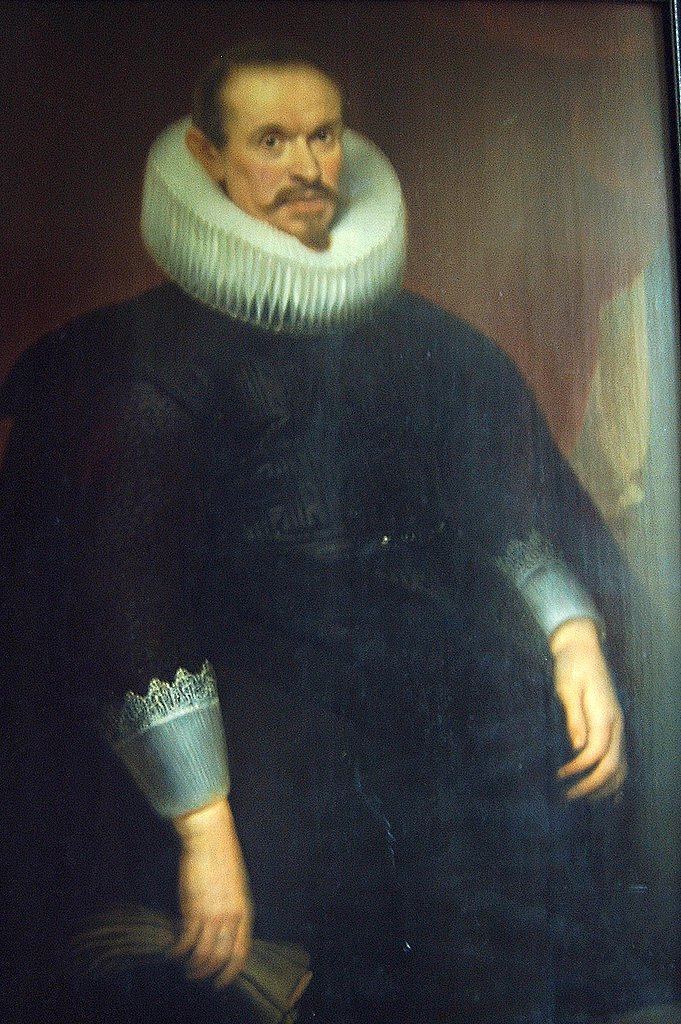
Orendel von Gemmingen, sein Bildnis gilt als eines der ältesten Gemälde eines von Gemmingen

#### Neckarzimmern-Bürg

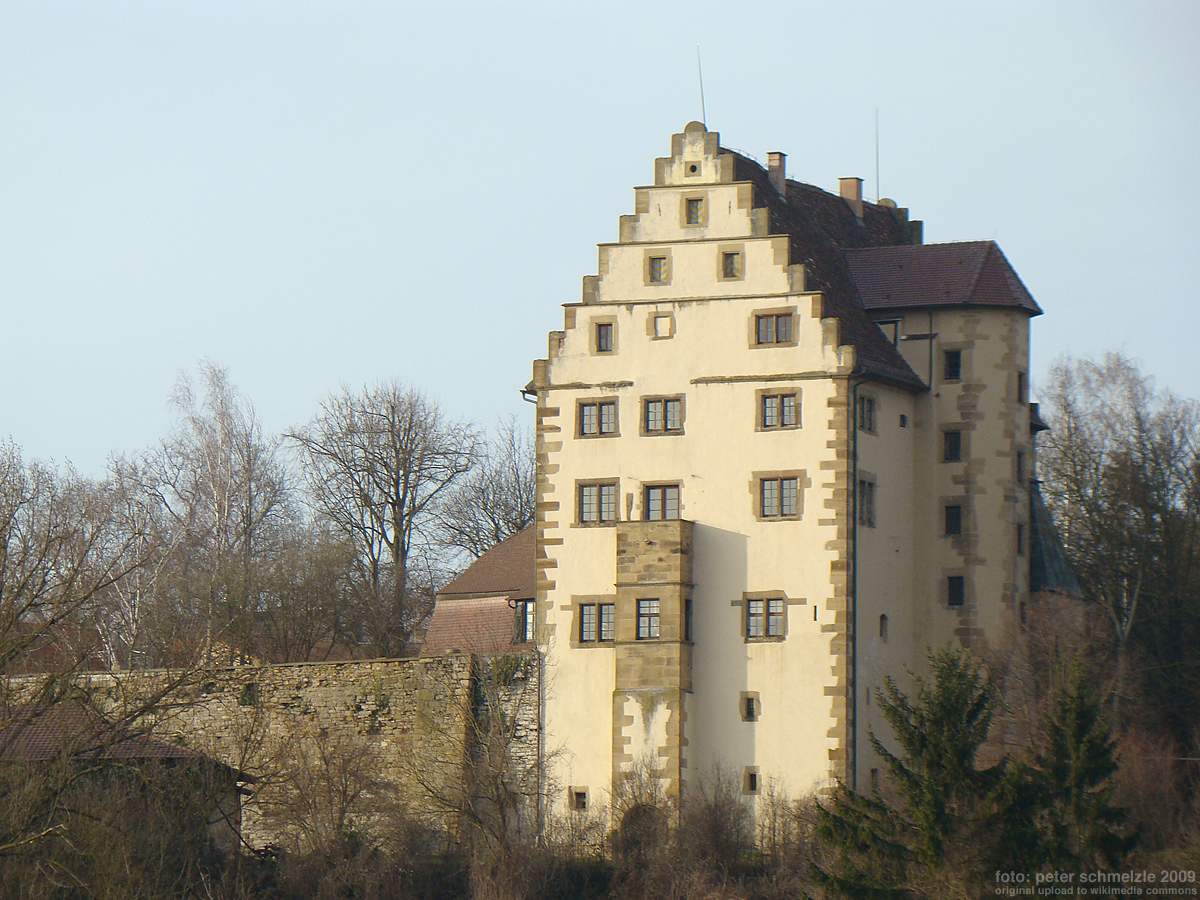
Schloss Bürg war einer der frühen Hauptsitze der Familie

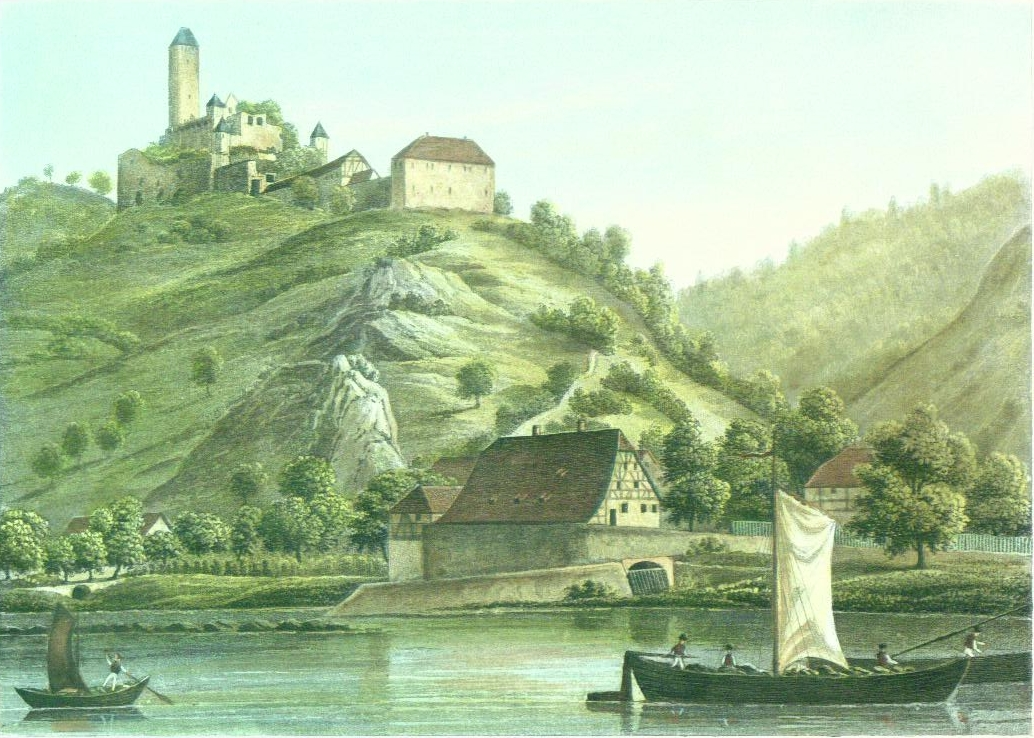
Burg Hornberg 1840

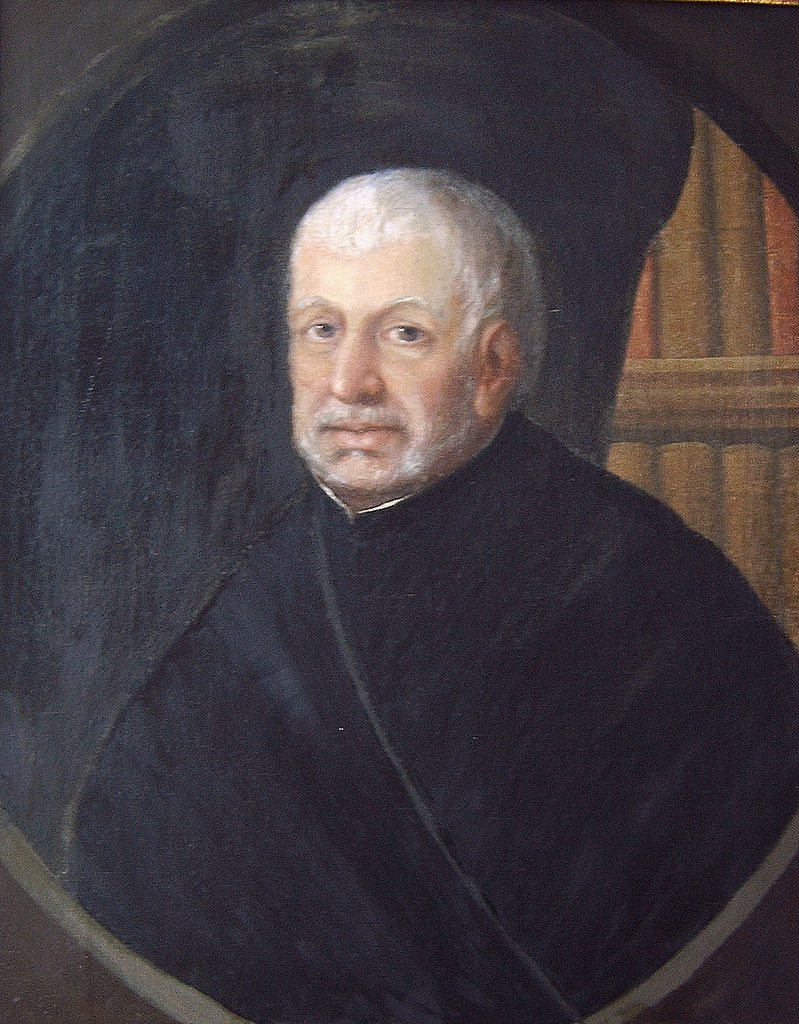
Reichsfreiherr Reinhard (der Gelehrte) von Gemmingen kaufte die Burg Hornberg 1612, die bis heute zum Familienbesitz gehört

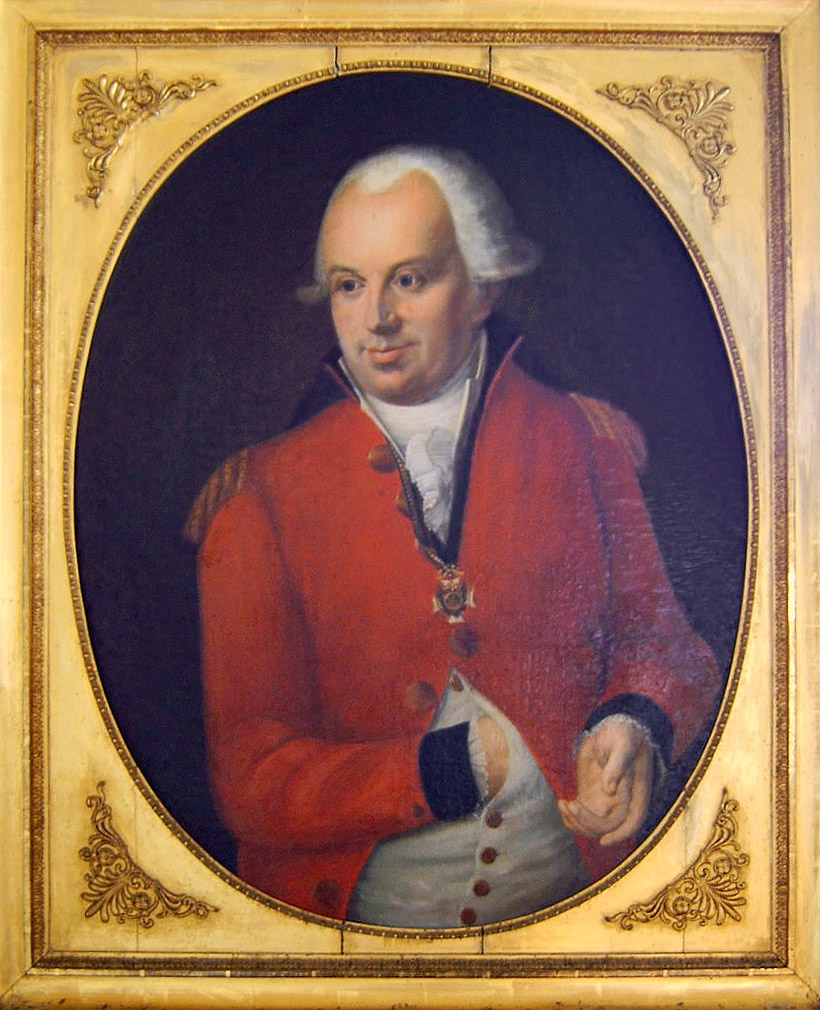
Ernst von Gemmingen zu Hornberg, Diplomat, Komponist und Freund Mozarts

Der Bruder Hans des Kecken, Eberhard († 1501), begründete 1456 die Linie Bürg, die zunächst in Bürg den Alleinbesitz am dortigen Schloss hatte. Ab 1492 erwarben die Gemmingen außerdem die Ganerbenteile der Burg Maienfels, zudem Besitz in Widdern und Presteneck. Die dortigen Familienzweige starben in der ersten Hälfte des 19. Jahrhunderts aus. Ihr Besitz, zu dem seit 1538 auch Treschklingen zählte, kam an die Linienverwandten vom Hornberg. Von 1575 bis 1614 besaß die Linie Bürg außerdem die Burg und Herrschaft Weinfelden im Thurgau.
1612 kaufte Reinhard der Gelehrte (1576–1635) die Burg Hornberg mit „Zugehör“ (Stockbronner Hof, Neckarzimmern, Steinbach). In den Folgejahren kam er auch zu dem Besitz in Treschklingen und Michelfeld. Reinhards Sohn Weiprecht von Gemmingen (1608–1680) erbte Hornberg und später auch Rappenau. Der Besitz wurde unter den Nachkommen aufgeteilt. Sohn Reinhard (1645–1707) setzte die Linie auf dem Hornberg fort und erwarb durch Heirat Besitzanteile in Beihingen, die die Familie später durch Zukäufe mehrte. Sohn Uriel (1644–1707) erbte Rappenau und kam durch Heirat in den Besitz von Hochberg. Sohn Weiprecht (1642–1702) erwarb Besitz in Fränkisch-Crumbach und begründete dort eine erste Linie der Familie.
Reinhard von Gemmingen-Hornberg (1677–1750), Sohn des 1707 gestorbenen Reinhard, war Generaldirektor der drei Ritterkreise, verlegte den Sitz des Ritterkantons Odenwald nach Kochendorf und erhielt das kaiserliche Kochendorfer Burglehen, das bis zum Ende der Reichsritterschaft im Besitz seiner Nachkommen blieb. Sein Bruder Eberhard (1688–1767), der Treschklingen geerbt hatte, war Kommandant in Luxemburg.
Eberhards Sohn Sigmund (1724–1806) war österreichischer Feldzeugmeister und ließ das alte Schloss in Treschklingen durch das heute noch erhaltene Amtshaus ersetzen. Sein Sohn Sigmund (1777–1843) war Vormund der badischen Prinzessinnen. Durch Heirat und Erbe kam er neben Treschklingen in den zusätzlichen Besitz der Familiengüter in Rappenau, Fränkisch-Crumbach, Bürg, Stein am Kocher, Widdern und auf Burg Maienfels. Er wurde 1830 zum fünften Ehrenbürger Mannheims ernannt und ließ 1839 die Gruftkapelle in Treschklingen erbauen. Sein Besitz wurde unter den vier Söhnen Franz Karl (1806–1867), Gustav (1813–1894), Sigmund Reinhard (1819–1883) und Adolph (1822–1902) aufgeteilt. Franz Karl erhielt Rappenau, starb jedoch ohne männlichen Nachkommen. Gustav erhielt Bürg und nach dem Tod des älteren Bruders auch Rappenau, sein Urenkel ist der Theologe Eberhard von Gemmingen, der lange Zeit Leiter der deutschen Redaktion von Radio Vatikan war. Sigmund Reinhard erhielt Treschklingen und Adolph erhielt Fränkisch-Crumbach, wo er 1892 die Sarolta-Kapelle für seine verstorbene Gattin Sarolta errichten ließ. Sigmund Reinhard blieb ohne männliche Nachkommen, so dass der Besitz in Treschklingen nach seinem Tod 1883 an den Ast Fränkisch-Crumbach fiel. Der Besitz in Treschklingen wurde bald verpachtet und erst durch Gustav Freiherr von Gemmingen-Hornberg (1925–2005) ab 1952 wieder selbst bewirtschaftet. Er war von 1954 bis 1970 Bürgermeister von Treschklingen und gehörte von 1967 bis 1969 dem Deutschen Bundestag an.
Sigmund (1724–1806) kaufte gemeinsam mit seinem Bruder Otto Heinrich (1727–1790) Hoffenheim, das sich schon früher im Besitz des Gemminger Zweigs von Hoven befunden hatte. Otto Heinrich ließ 1781 das Schloss Hoffenheim errichten. Sein gleichnamiger Sohn (1755–1836) war Schriftsteller und nahm in den 1770er Jahren an der blühenden Mannheimer Theater und Aufklärungskultur teil. Bekannt sind seine Werke Der deutsche Hausvater und Die Erbschaft sowie einige Übersetzungen aus dem Englischen und Französischen. Er war außerdem Diplomat, Freimaurer, Illuminat und Freund Mozarts. Die Linie starb 1849 mit des jüngeren Otto Heinrichs Sohn Karl Theodor Joseph (1780–1849) aus, der Besitz fiel an die Treschklinger Linie, das Schloss wurde 1850 verkauft.

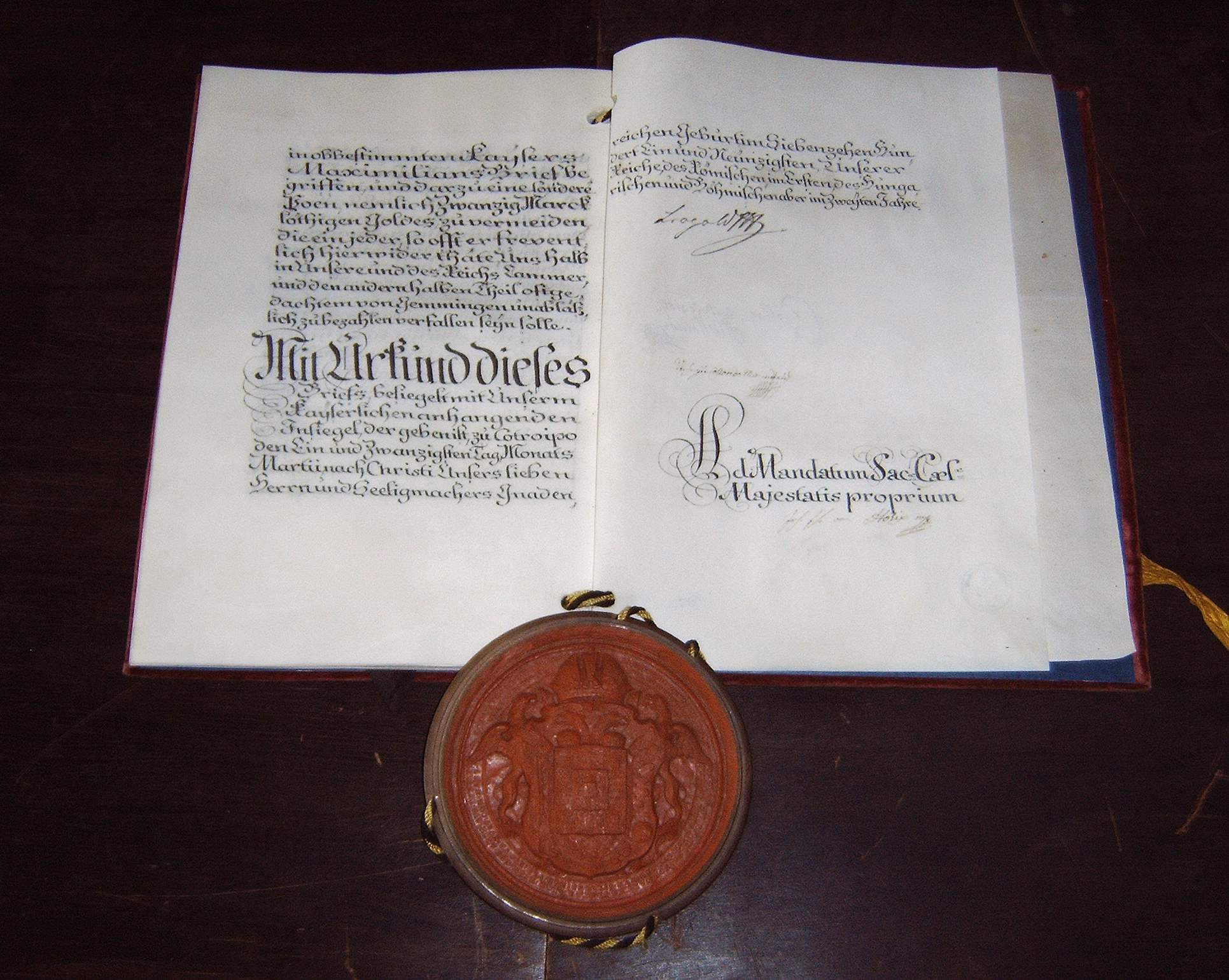
Kaiserliche Urkunde, welche die Blutsgerichts-Gerechtigkeit derer von Gemmingen-Hornberg erneuert

Der dritte Bruder von Sigmund und Otto war Friedrich (1691–1738), der 1732 Babstadt erwarb. Das bis 1911 anstelle eines Vorgängerbaus aus dem 18. Jahrhundert erbaute Schloss Babstadt zählt zu den jüngsten Schlössern des Landes. Es war einige Zeit verpachtet und wird seit wenigen Jahren wieder von der Familie bewohnt. Fritz von Gemmingen-Hornberg (1860–1924) aus der Babstadter Linie war mit der Tochter des Industriellen Gustav Siegle verheiratet, aus dessen Besitz der Familie die Ruine Weißenstein, Schloss Poppenreuth und Schloss Friedenfels in der Oberpfalz zukamen. Fritz’ Neffe Ludwig von Gemmingen-Hornberg (1901–1978) erwarb 1937 das Schloss Woffenbach in der Oberpfalz, wo er auch zweiter Bürgermeister war. Er wurde Ehrenbürger von Neumarkt in der Oberpfalz, wohin Woffenbach 1972 eingemeindet wurde.
Die Linie am Stammsitz auf dem Hornberg setzte der vierte Bruder Ludwig von Gemmingen-Hornberg (1694–1771) fort, der Vizepräsident des Oberappellationsgerichts in Celle war. Sein dort geborener Sohn Ernst von Gemmingen-Hornberg (1759–1813) war der letzte Generaldirektor der Reichsritterschaft, bevor diese durch den Reichsdeputationshauptschluss aufgehoben wurde. Die Familie nutzte Burg Hornberg zu Wohnzwecken bis etwa 1740, seit 1657 verfügte sie außerdem über das Neue Schloss (das heutige Rathaus) in Neckarzimmern. Im frühen 20. Jahrhundert hat man den Hornberg wieder wohnlich gemacht und bezogen, daraufhin 1932 das Neue Schloss verkauft. Die Burg Hornberg ist wie die am gegenüberliegenden Neckarufer befindliche Burg des Stamms Guttenberg seit längerem mit Restaurant und Museum für den Fremdenverkehr erschlossen. Das Burgmuseum zeigt Exponate zu Götz von Berlichingen, der einst ein Vorbesitzer der Burg Hornberg war.

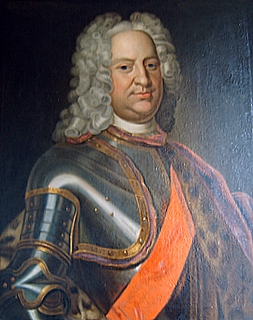
Reinhard von Gemmingen zu Treschklingen (1645–1707)
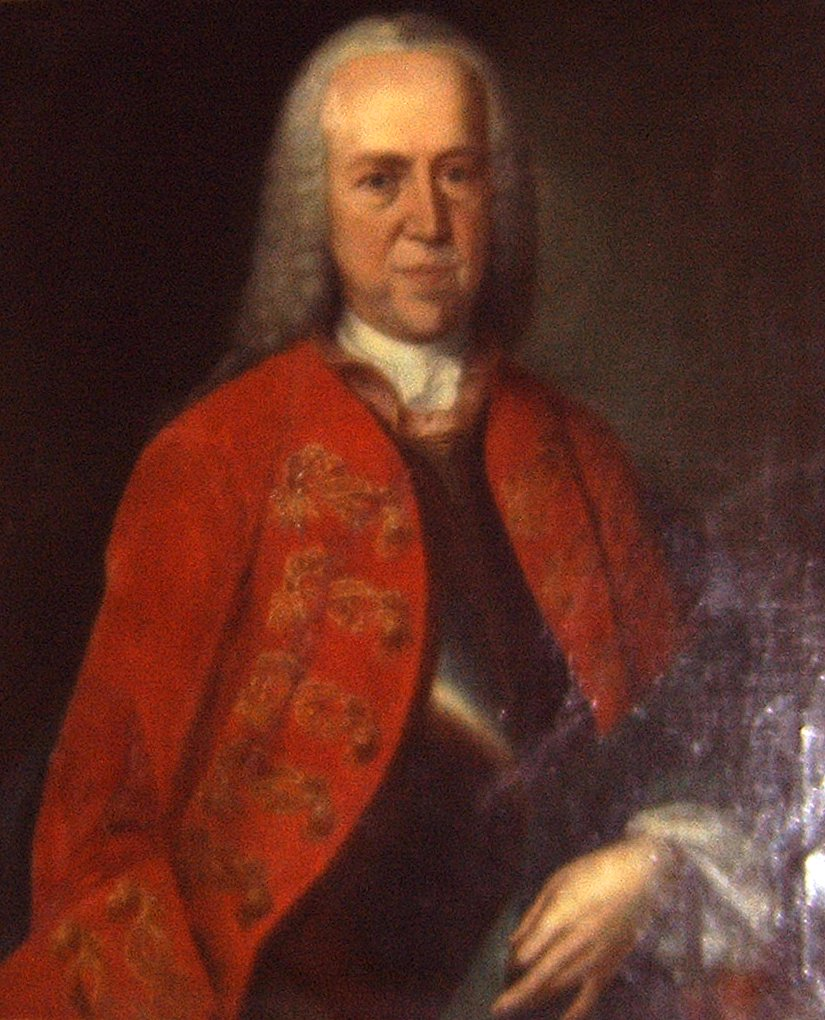
Reichsfreiherr Ludwig von Gemmingen-Hornberg (1694–1771)
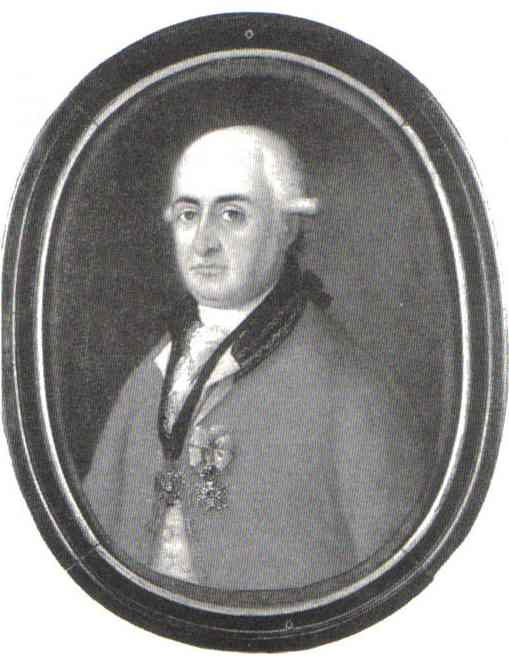
Otto Heinrich II. Reichsfreiherr von Gemmingen (1755–1836), Schriftsteller und Diplomat
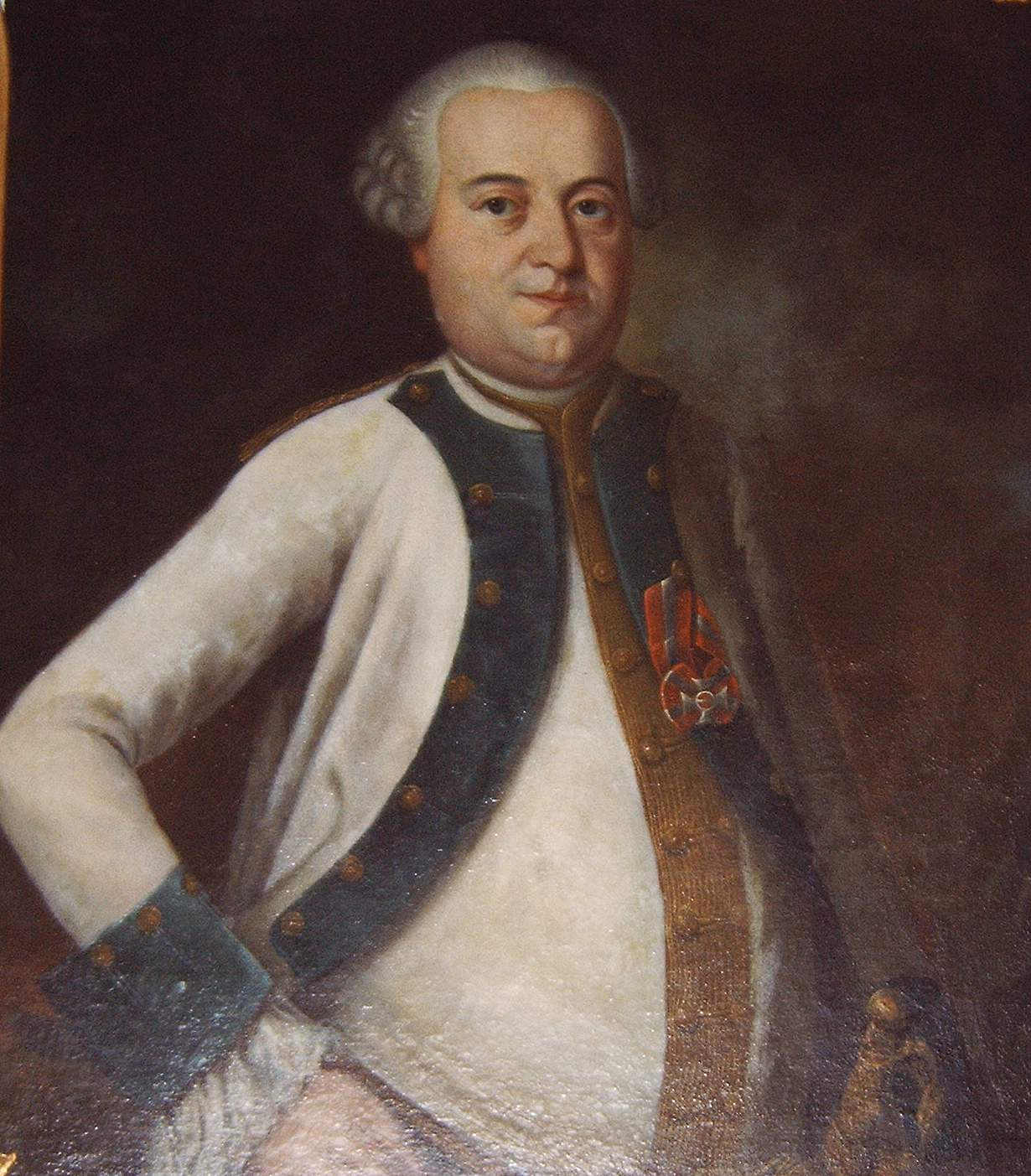
Sigmund von Gemmingen-Hornberg zu Treschklingen (1777–1843), Ehrenbürger Mannheims

## Heutige und ehemalige Besitzungen
Zum Besitz der Familie zählten und zählen neben Ländereien auch zahlreiche Herrensitze und sonstige historisch bedeutsame Bauten sowie verschiedene Gutshöfe. Die nachfolgende Übersicht solcher Bauwerke ist unvollständig, vermag aber einen Eindruck von der Besitzfülle zu vermitteln.
| Bild | Bezeichnung                         | Anmerkungen zur Geschichte | Erwerb   | Verlust   |
| ---- | ----------------------------------- | --- | -------- | --------- |
|      | Unterschloss Gemmingen              | Erbaut um 1274 durch Schweiker, genannt Velscher, als dritte und heute einzig erhalten gebliebene Burg am Stammsitz in Gemmingen, 1592 erneuert durch Wolf Dietrich von Gemmingen, bis heute in Familienbesitz. | 1274     |           |
|      | Burg Streichenberg                  | Im 13. Jh. als Lehen der Grafen von Öttingen im Besitz der Gemmingen. Als möglicher Bauherr kommen diese oder Schweiker von Gemmingen, genannt Velscher in Betracht, kam über dessen Tochter an die Göler von Ravensburg. | 1280 ca. | 1297      |
|      | Dammhof                             | Alter Besitz der Familie, meist an Pächter zur Bewirtschaftung vergeben. Heutiges Herrenhaus erbaut 1857, seitdem zumeist wieder von der Familie selbst bewirtschaftet. Heute als Reiterhof genutzt. | 1362     |           |
|      | Schleglerschloss in Heimsheim       | Erbaut um 1415, wohl durch Diether V. von Gemmingen († vor 1428), der mit Anna von Selbach verheiratet war. | 1415 ca. |           |
|      | Schloss Bürg                        | Nach älteren Ganerbenanteilen ab 1456 im Alleinbesitz der Familie, 1545 erneuert durch Eberhard von Gemmingen zu Bürg. | 1456     |           |
|      | Burg Steinegg                       | Erbaut im 15. Jh. unterhalb einer älteren Höhenburg, wurde ab etwa 1840 nicht mehr bewohnt und verfiel, bevor ab 1928 die Wiederherstellung zum Jugendfreizeitheim begann. |          |           |
|      | Burg Guttenberg                     | Hochmittelalterliche Burg der Herren von Weinsberg, erworben 1449 durch Hans den Reichen, nie zerstört und seit fast 800 Jahren kontinuierlich bewohnt, mit Burgkapelle und Familiengrablege. Öffnung für den Fremdenverkehr unter Gustav von Gemmingen-Guttenberg (1897–1973), heute Burgmuseum, Restaurant und Sitz der Deutschen Greifenwarte. | 1449     |           |
|      | Schloss Michelfeld                  | Stammsitz der Gemmingen-Michelfeld, in seiner heutigen Gestalt 1753 errichtet. |          |           |
|      | Oberschloss Bonfeld                 | Bonfeld mit älterer Burg an der Stelle des Oberschlosses 1476 durch die Gemmingen erworben. Schlossneubau 1748, später Anlage einer Baumschule und eines Obstgartens, nach dem Aussterben der Linie Bonfeld-Oberschloss mit dem Tod von Hans von Gemmingen-Guttenberg (1878–1940) verkauft. | 1476     | 1951/58   |
|      | Burg Maienfels                      | War lange Zeit Ganerbenbesitz, erst seit dem 18. Jh. im Vollbesitz der Familie. | 1492     |           |
|      | Schloss Fürfeld                     | Dietrich († 1526), Wolf († 1555) und Philipp († 1544) erwarben den Ort mit älterer Burg 1516. Das Schloss wurde ausgebaut unter Philipp († 1544) und Pleikard (1536–1594). Nach dem Dreißigjährigen Krieg hat es Johann Dietrich von Gemmingen (1676–1757) wiederhergestellt. | 1516     |           |
|      | Schloss Eschenau                    | Anstelle einer älteren Burg erbaut, nachdem die Gemmingen ab spätestens 1518 die Ortsherrschaft in Eschenau ausübten. Verkauft 1650. | 1518     | 1650      |
|      | Schloss Neuhaus                     | Befand sich im 16. Jh. schon im Besitz der Gemmingen, wurde im späten 16. Jh. durch die Degenfeld in seiner heutigen Gestalt erneuert, kam über das Erbe von Hertha von Degenfeld 1926/63 wieder in gemmingenschem Besitz. |          |           |
|      | Schloss Lehrensteinsfeld            | Lehrensteinsfeld erworben 1535 durch Philipp von Gemmingen, der 1540 das Schloss erneuern ließ. Kam 1649 an Ludwig von Schmidberg, dessen Nachfahren um 1770 die klassizistische Südfassade ausführen ließen, bevor das Schloss 1788 an Charlotte Ernestine von Schmidberg, die Witwe Hans Weiprechts von Gemmingen, kam. Seit 1856 im Besitz der heutigen Besitzer, die darin ein Weingut betreiben. | 1535     | 1649      |
|      | Lautenbacher Hof                    | Über vier Generationen im Besitz der Familie, im Dreißigjährigen Krieg jedoch an den Deutschen Orden verpfändet und später von diesem besetzt. | 1537     | 1621      |
|      | Schloss Presteneck                  | Presteneck 1549 durch Eberhard von Gemmingen zu Bürg († 1572) erworben, Schlossneubau um 1580 wohl durch Hans Walther (um 1540–1591). Nach dem Aussterben der Linie Bürg-Presteneck 1841 an die Gemeinde Stein verkauft. | 1549     | nach 1841 |
|      | Burg Buttenhausen                   | Mittelalterliche Burg, durch Eberhard von Gemmingen zu Bürg († 1572) erworben, ab 1812 nicht mehr genutzt und zur Ruine verfallen. | 1569     | vor 1812  |
|      | Schloss Filseck                     | Erworben 1573 durch Dietrich von Gemmingen (1526–1587), von dessen Erben bald nach seinem Tod wieder verkauft. | 1573     | 1596      |
|      | Burg Liebenfels                     | 1574 von Hans Christoph von Gemmingen (1544–1596) erworben, danach im Besitz seines Sohnes Johann und nach dessen kinderlosen Tod von den Erben verkauft. | 1574     | 1654      |
|      | Schloss Ittlingen                   | 1577 über dem alten Bauhof der Herren von Gemmingen errichtet. |          |           |
|      | Schloss Treschklingen               | 1598 an der Stelle eines alten Herrensitzes als steinerne Burg erneuert, 1693 zerstört. 1802 als Amtshaus wiederaufgebaut, bald dann doch wieder von der Familie bewohnt. |          |           |
|      | Wasserschloss Bad Rappenau          | Rappenau erworben 1592 von Reinhard von Gemmingen (1532–1598). Das Schloss wurde in seiner heutigen Gestalt um 1600 von Reinhards Sohn Eberhard von Gemmingen (1567–1611) erbaut. Blieb bis ins 20. Jahrhundert im Besitz der Familie, 1956 an die Gemeinde verkauft und später zeitweilig als Rathaus genutzt. | 1592     | 1956      |
|      | Gemmingensches Schloss in Widdern   | Erbaut um 1600 als Sitz des Widderner Familienzweigs, der ungefähr ein Fünftel der Ganerbenanteile des Ortes besaß. 1863 verkauft. |          | 1863      |
|      | Burg Hornberg                       | Mittelalterliche Burg, einst im Besitz von Götz von Berlichingen. Erworben 1612 durch Reinhard den Gelehrten (1576–1635). Bis heute im Besitz der Familie, mit Restaurantbetrieb und Burgmuseum. | 1612     |           |
|      | Altes Schloss Beihingen             | Ersten Besitz am Ort hatte die Familie durch die Heirat von Reinhard von Gemmingen (1645–1707) mit Maria Elisabetha von Neipperg, später erwarben sie weitere Teile hinzu. | 1673     |           |
|      | Herrenhaus in Fränkisch-Crumbach    | Alter Besitz der Rodensteiner, kam 1693 an Weiprecht von Gemmingen (1642–1702). | 1693     |           |
|      | Schloss Babstadt                    | Babstadt im Besitz der Familie seit 1712. Das Schloss in seiner heutigen Gestalt wurde 1898 bis 1911 nach Plänen von Carl Weigle an der Stelle eines Vorgängerbaus errichtet. | 1732     |           |
|      | Unteres Schloss (Talheim)           | Die Familie erwarb im 18. Jahrhundert ein Drittel der Ganerbenanteile des Ortes. Das Unterschloss wurde 1766/67 durch Philipp von Gemmingen (1702–1785) im Stil des Barock erneuert. |          | 1833      |
|      | Neues Schloss Neckarzimmern         | Familiensitz, nachdem Burg Hornberg ab etwa 1740 vorerst nicht mehr zu Wohnzwecken genutzt wurde, im 19. Jh. umfassend renoviert. Als die Familie wieder auf den Hornberg zog, hat sie das Neue Schloss 1932 an die Gemeinde Neckarzimmern verkauft, die es heute als Rathaus nutzt. |          | 1932      |
|      | Burg Rodenstein                     | Mittelalterliche Burg, seit dem 17. Jahrhundert allmählich zur Ruine verfallen. Seit 1747 im Besitz der Familie. | 1747     |           |
|      | Schloss Lehen                       | Das Portal zeigt einen Wappenstein von 1553 mit den Wappen von Wolf Conrad Greck und der Sibylla von Gemmingen († 1567), die Familie von Gemmingen empfing das Schloss aber erst 1749 als kaiserliches Lehen, das nach dem Tod des letzten kaiserlichen Lehensnehmers Franz Karl Friedrich von Gemmingen-Hornberg 1814 von Württemberg eingezogen und anderweitig vergeben wurde. | 1749     | 1814      |
|      | Unterschloss Bonfeld                | Erbaut 1784–1787 unterhalb der älteren Bonfelder Herrensitze. Das Unterschloss ist 1956 niedergebrannt. seine Ruine hat man 1971 gesprengt. Die Fläche von Schloss und Schlossgarten sind heute als öffentlicher Park hergerichtet. |          |           |
|      | Landgut Haigern                     | Ab 1786 durch Philipp von Gemmingen (1738–1800) angelegt. Die Rohbauten waren bis zu seinem Tod 1800 fertig, wurden 1813 aber auf Abriss verkauft und wieder abgetragen. In die spätere Bebauung sind noch alte Bauteile eingeflossen. Die Anlage wird seit geraumer Zeit als Kinderfreizeitheim genutzt. | 1786     | 1813      |
|      | Schloss Maudach                     | Zeitweilig im Besitz von Otto Heinrich von Gemmingen-Hornberg. | 1791     | 1795      |
|      | Schloss Hoffenheim                  | 1781 erbaut von Otto Heinrich I. von Gemmingen-Hornberg. Der Hoffenheimer Besitz der Familie kam nach dem Tod von Ottos Enkel Karl Theodor Joseph von Gemmingen (1780–1849) an die Treschklinger Linie. Das Schloss wurde schon 1850 verkauft und später abgerissen. | 1781     | 1850      |
|      | Hohenhardter Hof                    | Das Hofgut entstand aus einer kleinen mittelalterlichen Burganlage. 1828 von Ludwig von Gemmingen (1793–1858) erworben, später u. a. an die Heil- und Pflegeanstalt Wiesloch verpachtet. Während der Bodenreform nach dem Zweiten Weltkrieg enteignet. Seit den 1980er Jahren als Golfanlage hergerichtet. | 1828     | 1948/52   |
|      | Schloss Unterbessenbach             | Nach dem Verkauf der Steinegger Stammgüter 1841 von Gustav Johann von Gemmingen-Hagenschieß (1808–1895) erworben. | 1841     |           |
|      | Hösselinshof                        | Gutshof bei Bürg |          |           |
|      | Eichhäuser Hof                      | 1852 durch Moriz von Gemmingen angelegt. Im 19. Jh. meist durch Pächter bewirtschaftet, später dann durch die Familie selbst. Anlage einer Obstplantage 1929 durch Ernst Karl Friedrich von Gemmingen (1863–1939), bis 1989 betrieben durch seinen Sohn Reinhard von Gemmingen (1908–2001). Die zugehörigen Ländereien wurden verkauft, der Hof ist heute Sitz einer Tierarztpraxis. |          |           |
|      | Haus Villigst                       | Geht auf ein altes Rittergut zurück, das Hauptgebäude wurde 1819 in seiner heutigen Gestalt errichtet. Um 1900 durch Heirat in Familienbesitz gelangt. |          |           |
|      | Schloss Friedenfels                 | Alter Besitz der Herren von Nothafft, kam über Gustav von Siegle, dessen Tochter Dora mit Fritz von Gemmingen-Hornberg (1860–1924) verheiratet war, an die Familie von Gemmingen. | 1905     |           |
|      | Schloss Poppenreuth                 | Alter Besitz der Nothafft, kam über Gustav von Siegle an die Gemmingen. | 1905     |           |
|      | Ruine Weißenstein                   | Alter Besitz der Nothafft, kam über Gustav von Siegle an die Gemmingen. | 1918     |           |
|      | Schloss Woffenbach                  | Wurde 1937 von Ludwig von Gemmingen (1901–1978) erworben und zunächst selbst bewohnt, dann vom Roten Kreuz erworben, das darin ein Altersheim einrichtete. | 1937     | 1955      |
|      | Gemminger Hof (Bad Wimpfen)         | Historischer Stadthof im Bereich der einstigen Kaiserpfalz Wimpfen. |          |           |
|      | Gemminger Hof (Heidelberg)          | Der Gemminger Hof in Heidelberg ist seit 1515 nachweisbar und lag im oberen Teil der Heugasse, gegenüber dem Augustinerkloster. Später wurden dort die Hintergebäude der Jesuitenkirche errichtet. |          |           |
|      | Gemminger Hof (Heilbronn)           | In Heilbronn hatten die Gemmingen zuvor schon einen Hof besessen, so dass sie 1577 vom Rat der Stadt die Erlaubnis zum Kauf eines neuen Hofes erhielten, den 1608 die Stadt Heilbronn erwarb. |          | 1608      |
|      | Gemminger Hof (Bensheim)            | Der Hof aus dem 16. Jahrhundert bestand 1869 noch und wurde später für den Bau der Liebfrauenschule abgerissen. |          |           |
|      | Gans’scher Adelshof (Groß-Umstadt)  | Zeitweilig im Besitz von Anna von Gemmingen († 1577). |          |           |
|      | Wolfskehl-Gemminger Hof (Oppenheim) | Errichtet im 17. Jahrhundert, erst im Besitz derer von Wolfskehl, dann der Gemmingen. 1857 von der Gemeinde Oppenheim erworben und zum Amtshaus umgebaut. |          | 1857      |
|      | Walderdorffer Hof (Bensheim)        | Etwa von 1630 bis 1710 im Besitz der Familie. |          |           |
|      | Gemmingen’sches Haus (Gernsbach)    | 1872 erwarb Julius von Gemmingen-Steinegg, Gutsherr auf Watthalden bei Ettlingen, das Gebäude für seine damals noch minderjährige Tochter St. Clair von Gemmingen-Steinegg. 1873 gab die Familie die Bewirtschaftung des Guts Watthalden auf und bezog das Gebäude in Gernsbach. Julius von Gemmingen-Steinegg betrieb darin eine Verlagsdruckerei für christliche Schriften. Tochter St. Clair veräußerte das Gebäude 1919 wenige Jahre nach dem Tod des Vaters, behielt aber bis zu ihrem Tod 1951 das Wohnrecht im Dachstock. | 1872     | 1919      |
|      | Haus Kotten (Bösperde)              | Kam 1900 über die Heirat von Elisabeth Freiin von Rheinbaben (1880–1960) mit Hans Dietrich von Gemmingen-Steinegg (1869–1958) in den Besitz der Familie. | 1900     |           |
|      | Villa Gemmingen (Stuttgart)         | Erbaut 1910/11 für Fritz von Gemmingen-Hornberg (1860–1924), später Sitz des Landesdenkmalamtes Baden-Württemberg. | 1910     |           |
|      | Eulenhof (Ehrstädt)                 | Kam über das Erbe von Hertha von Degenfeld 1926/63 gemeinsam mit Schloss Neuhaus in den Besitz der Familie, mglw. wie Schloss Neuhaus auch schon älterer Besitz. | 1926     |           |
|      | Rauhof (Adersbach)                  | 1928 erworben durch Eberhard von Gemmingen (1883–1952), heute Sitz der Verwaltung für Schloss Neuhaus und den Eulenhof. | 1928     |           |
|      | Hofgut Rineck (Elztal-Muckental)    | Kam aus dem Besitz von Wilhelm Scipio 1953 durch Erbgang an Eberhard von Gemmingen (* 1926) | 1953     |           |

## Bedeutende Grablegen
Als altes und weit verzweigtes Geschlecht hat die Familie von Gemmingen an vielen ihrer Sitze bedeutende Grablegen hinterlassen. Hier aufgeführt sind die Orte, an denen eigene Gruftbauten errichtet wurden, wo eigene Burgfriedhöfe bestehen, wo sich bedeutende singuläre Grabmäler befinden oder wo es eine große Zahl von Bestattungen von Angehörigen der Familie gibt.
| Bild | Ort                | Grablege                                                  | Bemerkungen |
| ---- | ------------------ | --------------------------------------------------------- | --- |
|      | Gemmingen          | alte Kirche und Friedhof                                  | historisches Begräbnis in der alten Kirche (erneuert 1846/47), zahlreiche historische Grabplatten beim Unterschloss Gemmingen |
|      | Neckarmühlbach     | Burgfriedhof mit Burgkapelle bei Burg Guttenberg          | mit zahlreichen Bestattungen, Grabplatten zurück bis ins 16. Jahrhundert, bedeutendes Epitaph für Friedrich Christoph von Gemmingen (1670–1702), bis in die Gegenwart von der Linie Gemmingen-Guttenberg belegt                                                                                        |
|      | Neckarzimmern      | Kirche und Burgfriedhof mit Burgkapelle bei Burg Hornberg | Kirche im Ort mit zahlreichen Bestattungen, Grabplatten zurück bis ins 17. Jahrhundert. Die Gruftkapelle auf dem oberhalb der Burg Hornberg gelegenen Burgfriedhof erbauten Ludwig Eisenlohr und Carl Weigle 1884. Der Burgfriedhof wird bis in die Gegenwart von der Linie Gemmingen-Hornberg belegt. |
|      | Tiefenbronn        | Kirche St. Maria Magdalena                                | bedeutende historische Grabplatten der Linie Steinegg |
|      | Bürg               | Evangelische Kirche und Friedhof                          | Bedeutende Epitaphe in der Kirche, Bestattungen ab dem späten 18. Jh. auf dem Friedhof |
|      | Bonfeld            | Evangelische Kirche und Friedhof mit Baronenviertel       | historisches Begräbnis in der alten Kirche, seit Erneuerung der Kirche 1774/76 auf dem Friedhof, 23 Begräbnisse |
|      | Fürfeld            | alte Kirche und Friedhof                                  | historisches Begräbnis in der alten Kirche (1874 zur Scheune umgebaut, nach 1970 abgerissen), historische Grabplatten im Schloss Fürfeld, jüngere Bestattungen auf dem Friedhof |
|      | Babstadt           | Friedhof                                                  | zahlreiche Bestattungen, Grabdenkmale bis ins 18. Jh. |
|      | Fränkisch-Crumbach | Sarolta-Kapelle, Kirche und Friedhof                      | Sarolta-Kapelle erbaut 1892 von Adolph von Gemmingen (1822–1902) als Mausoleum für seine Gattin, in der Kirche das Epitaph für Freiherr Ernst-Ludwig von Gemmingen-Hornberg, auf dem Friedhof eine Ruhestätte mit weiteren Bestattungen                                                                |
|      | Treschklingen      | Gruftkapelle                                              | erbaut 1839, 18 Beisetzungen bis 1991 |
|      | Dammhof            | Friedhof des Hofguts                                      | Auf dem zum Hofgut gehörenden Friedhof wurden zwischen 1857 und 1967 acht Mitglieder der Familie bestattet |
|      | Mainz              | Dom                                                       | Grabmal für Bischof Uriel von Gemmingen (1468–1514), unbekannter Meister im Stil von Hans Backoffen oder Franz Maidburg |

## Wappen
Blasonierung: In Blau zwei goldene Balken. Auf dem Helm mit blau-goldenen Decken stehen zwei wie der Schild bezeichnete Büffelhörner. In der Zürcher Wappenrolle erscheint es als goldener Schild mit drei blauen Balken.

### Familienwappen

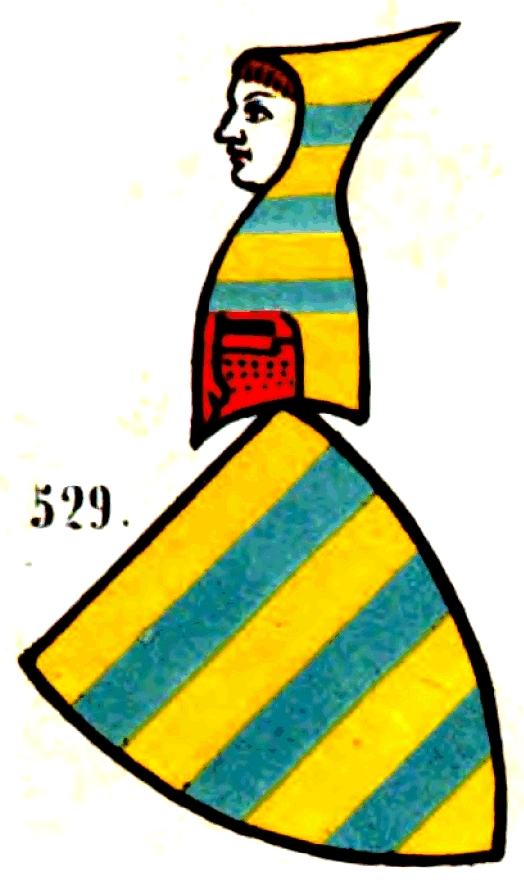
Wappen der Gemmingen in der Zürcher Wappenrolle (ca. 1340)
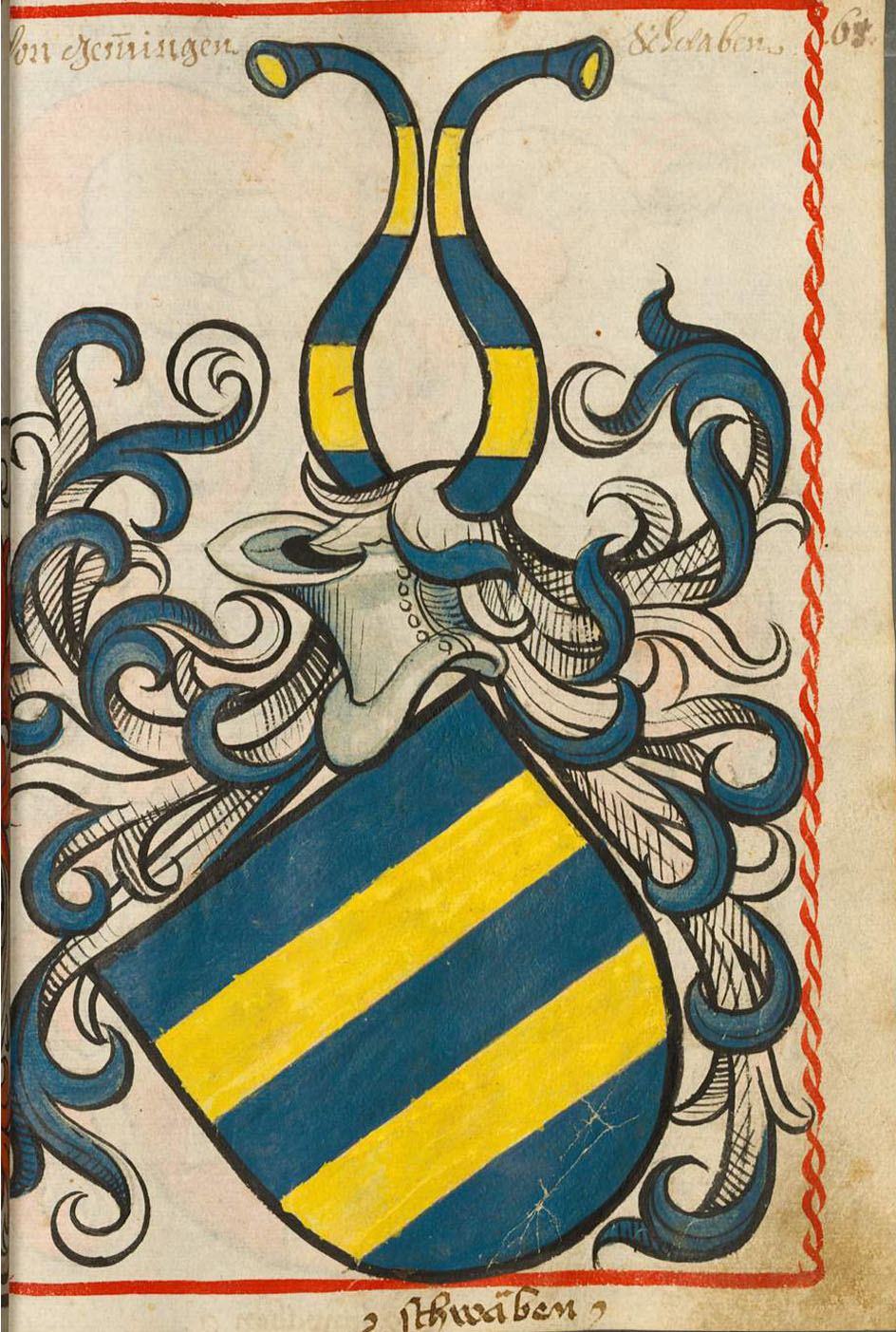
Wappen der Herren von Gemmingen Scheibler’sches Wappenbuch 1450–1480
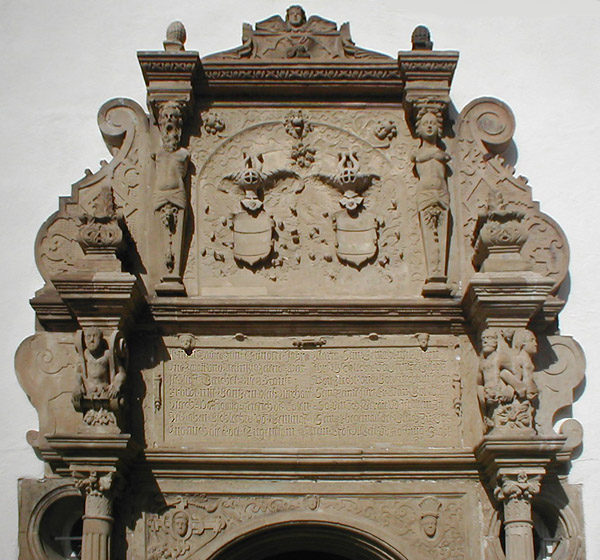
Allianzwappen des Wolf Dietrich von Gemmingen (1550–1595) und der Maria von Gemmingen-Bürg von 1592 am Gemminger Unterschloss
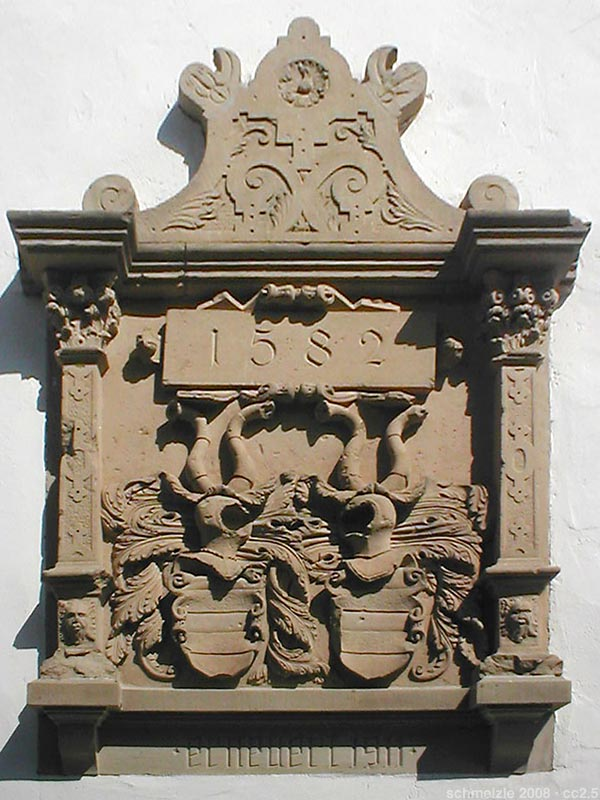
Allianzwappen des Reinhard von Gemmingen (1532–1598) und der Helene von Massenbach von 1582 an der Kirche in Treschklingen
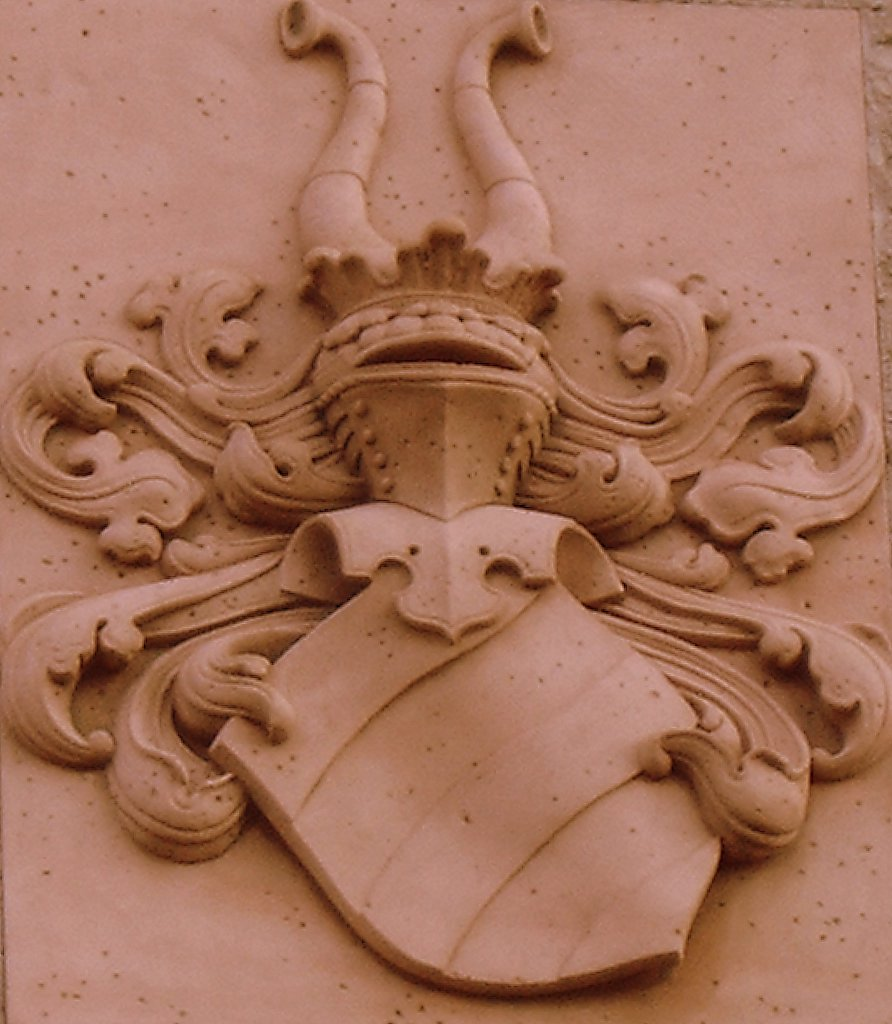
Wappen der Gemmingen über dem Haupttor der Burg Hornberg
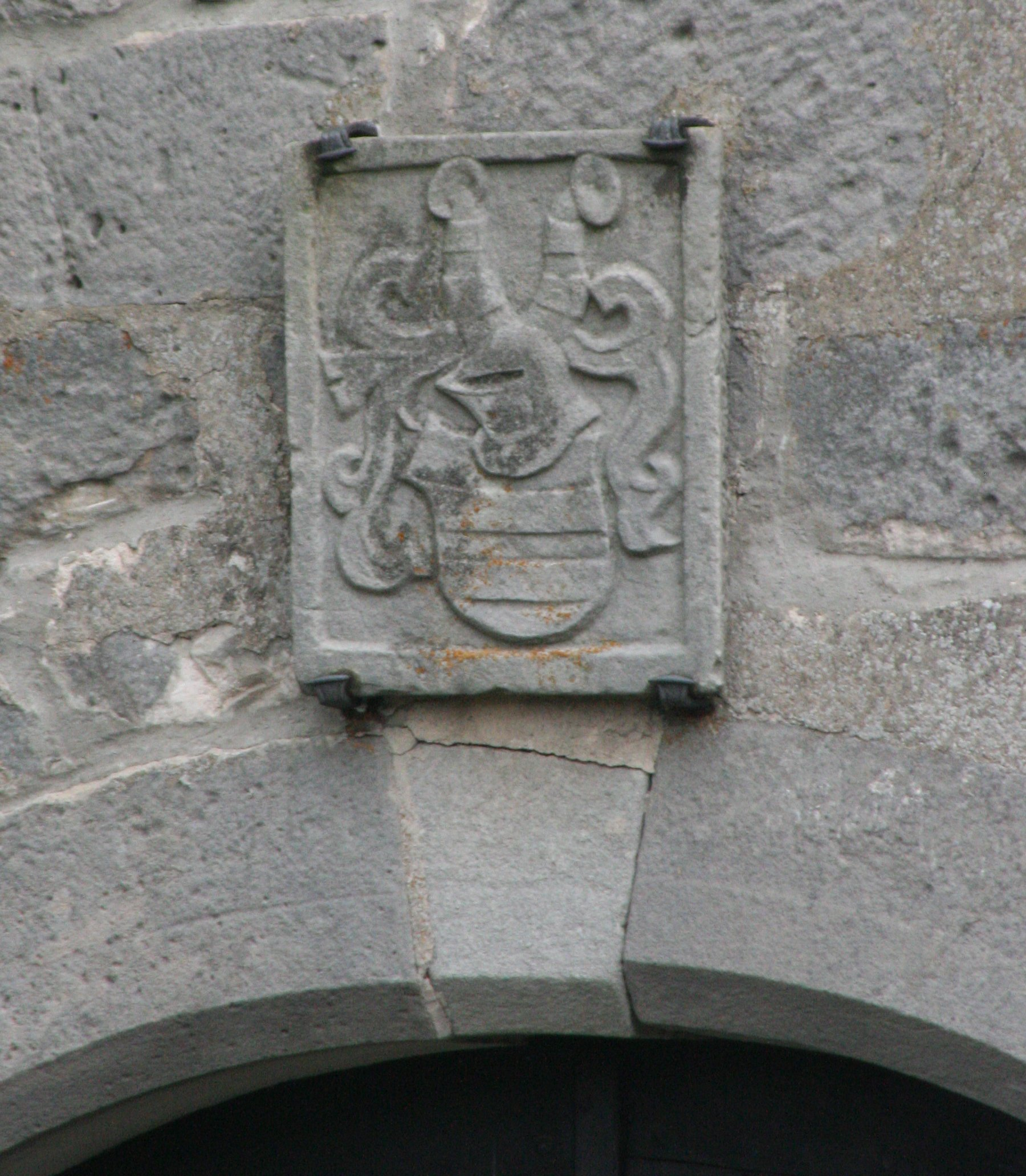
Wappen der Gemmingen über dem Tor der Burg Maienfels
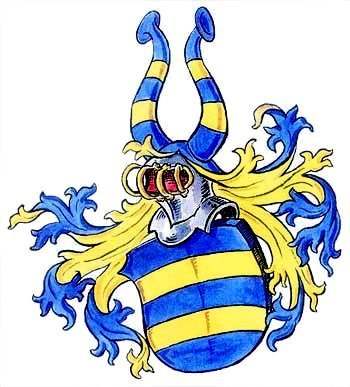
Wappen der Gemmingen aus dem Familienarchiv

### Ortswappen
Einige Ortswappen lassen heute noch durch ihre blau-gelbe Komposition den einstigen Gemminger Besitz erkennen. Die Ortswappen in ihrer heutigen Gestaltung wurden von der Generaldirektion des Landesarchivs Baden-Württemberg im 20. Jahrhundert festgelegt und greifen dabei oft auf das Wappen des jeweiligen Ortsadels zurück. Der Gutshof in Bockschaft gehörte zwar nicht den Herren von Gemmingen, sondern dem Kraichgauer Adeligen Damenstift, in dem mehrere unverheiratete Gemmingen-Töchter unterkamen, und wurde von der Archivdirektion auch mit Gemmingenschen Farben bedacht.

Familienwappen
Ortswappen von Massenbach
Ortswappen von Wollenberg
Ortswappen von Daudenzell
Ortswappen von Ittlingen
Ortswappen von Hüffenhardt
Ortswappen von Hoffenheim
Ortswappen von Angelbachtal
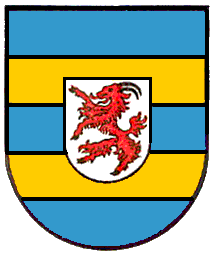
Ortswappen von Bockschaft
Ortswappen von Steinegg
Ortswappen von Hamberg
Ortswappen von Neckarmühlbach
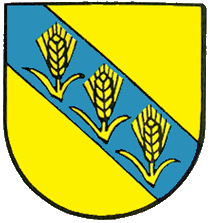
Ortswappen von Bonfeld
Gemeindewappen von Fränkisch-Crumbach
Stadtwappen von Bad Rappenau
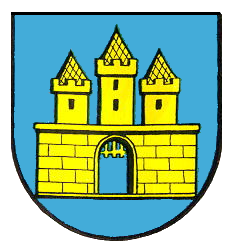
Ortswappen von Bürg
Gemeindewappen von Neuhausen
Ortswappen von Adersbach
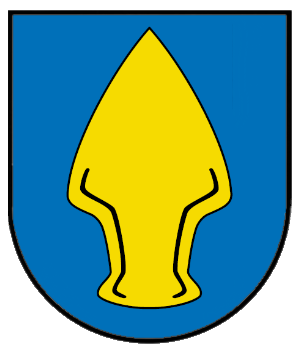
Ortswappen von Mühlhausen an der Würm
Ortswappen von Friolzheim

## Chronik der Gemmingenschen Chroniken

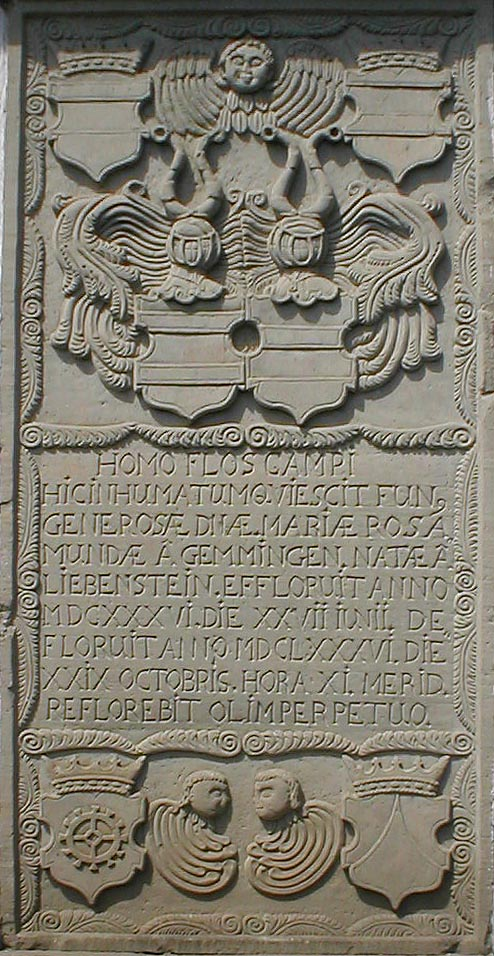
Gemmingen-Epitaph aus dem 17. Jahrhundert in Neckarzimmern

Immer wieder war das Geschlecht der Gemmingen Gegenstand genealogischer Forschungen.
- 1544 hinterließ Philipp von Gemmingen-Guttenberg eine unvollendete Chronik.[10]
- 1584–1594 verwendete Sebastian Burggrav aus Speyer diese Vorarbeit in seinem Werk über die Familie Gemmingen.[10]
- 1596–1634 begann David Pistorius, Pfarrer in Gemmingen, eine Chronik, beendete sie jedoch nicht.[10]
- 1631 beendete Reinhard von Gemmingen-Hornberg nach 30 Jahren Arbeit eine neunbändige Chronik.[10] Sie gilt als die wichtigste und ausführlichste der alten Chroniken, wenngleich hier der später verworfene Versuch gemacht wurde, die Familie bis zu den Römern zurück zu deuten.
- Etwa zeitgleich mit Reinhard verfasste Johann von Gemmingen, fürstbischöflicher Rat in Augsburg, eine große Familienchronik der Linie Hagenschieß.[10]
- Um 1760 schrieb Philipp von Gemmingen-Guttenberg (1702–1785) die Guttenberg Chronik.[11]
- 1770 schrieb Reinhard von Gemmingen seine Biographie und einige Denkschriften.
- 1864 erscheint ein Stammbaum von Amalie von Gemmingen (1801–1865), der Gattin des August Karl Franz Johann von Gemmingen.[12]
- Bis 1884 ließ Eduard von Gemmingen-Steinegg Grabmale in Tiefenbronn abzeichnen und betrieb Familienforschung.
- 1865–1880 schrieb Pfarrer Carl Wilhelm Friedrich Ludwig Stocker eine dreibändige Chronik. Er war der Sohn einer Gemmingen-Tochter aus dem amerikanischen Haus des Unterzweigs Fürfeld der Linie Gemmingen-Guttenberg und war mit Karoline Luise Wilhelmine Emilie von Gemmingen (* 1833) aus dem deutschen Haus desselben Unterzweigs verheiratet. Eine überarbeitete einbändige Chronik aus seiner Hand erschien 1895.
- 1925/26 brachte Ernst von Gemmingen eine Fortsetzung der Stockerschen Chronik heraus, deren Quellen überwiegend auf Kenntnissen anderer Familienmitglieder beruhen.
- 1934 brachte Hermann Roemer Steinegg, ein Familienbuch heraus, mit Schwerpunkt der Linie Hagenschieß.
- 1949 brachte der Familienverband Stammreihen und Stammbaum der Freiherren von Gemmingen 1910–1949 heraus.
- 1966 erschien im Genealogischen Handbuch der freiherrlichen Häuser ein Artikel von Hans-Lothar von Gemmingen, der sich schon mit der Familiengeschichte befasste und die Stammreihen und Stammbäume zwischen 1920 und 1949 aktualisierte.
- 1977 schrieb Reinhold Bührlen die Geschichte der Familie Gemmingen und ihrer Besitzungen.
- 1991 brachte der Familienverband Gemmingen e. V. eine von der Familienforscherin Maria Heitland und Wolf-Dieter von Gemmingen-Hornberg zusammengestellte Chronik heraus.
- 2003 schrieb Lupold von Lehsten die Genealogie der Freiherren von Gemmingen für das 19. und 20. Jahrhundert.